# Németország a 2020. évi nyári olimpiai játékokon
Németország a japán Tokióban megrendezett 2020. évi nyári olimpiai játékok egyik részt vevő nemzete volt. Az országot az olimpián 32 sportágban 392 sportoló képviselte, akik összesen 37 érmet szereztek.

## Érmesek
| Érem  | Versenyző | Sportág       | Versenyszám                    |
| ----- | --- | ------------- | ------------------------------ |
| Arany | Malaika Mihambo | Atlétika      | Női távolugrás                 |
| Arany | Aline Rotter-Focken | Birkózás      | Női szabadfogás, 76 kg         |
| Arany | Max Lemke Tom Liebscher Ronald Rauhe Max Rendschmidt | Kajak-kenu    | Férfi kajak négyes 1000 m      |
| Arany | Ricarda Funk | Kajak-kenu    | Női szlalom kajak egyes        |
| Arany | Franziska Brauße Lisa Brennauer Lisa Klein Mieke Kröger | Kerékpározás  | Női csapat üldözőverseny       |
| Arany | Jessica von Bredow-Werndl | Lovaglás      | Díjlovaglás, egyéni            |
| Arany | Dorothee Schneider Jessica von Bredow-Werndl Isabell Werth | Lovaglás      | Díjlovaglás, csapat            |
| Arany | Julia Krajewski | Lovaglás      | Lovastusa, egyéni              |
| Arany | Alexander Zverev | Tenisz        | Férfi egyes                    |
| Arany | Florian Wellbrock | Úszás         | 10 km nyílt vízi               |
| Ezüst | Timo Boll Patrick Franziska Dimitrij Ovtcharov | Asztalitenisz | Férfi csapat                   |
| Ezüst | Jonathan Hilbert | Atlétika      | Férfi 50 km gyaloglás          |
| Ezüst | Kristin Pudenz | Atlétika      | Női diszkoszvetés              |
| Ezüst | Eduard Trippel | Cselgáncs     | Férfi középsúly                |
| Ezüst | Jason Osborne Jonathan Rommelmann | Evezés        | Férfi könnyűsúlyú kétpárevezős |
| Ezüst | Laurits Follert Malte Jakschik Torben Johannesen Hannes Ocik Olaf Roggensack Martin Sauer Richard Schmidt Jakob Schneider Johannes Weißenfeld                                    | Evezés        | Férfi nyolcas                  |
| Ezüst | Max Hoff Jacob Schopf | Kajak-kenu    | Férfi kajak kettes 1000 m      |
| Ezüst | Lea Friedrich Emma Hinze | Kerékpározás  | Női csapatsprint               |
| Ezüst | Isabell Werth | Lovaglás      | Díjlovaglás, egyéni            |
| Ezüst | Lukas Dauser | Torna         | Férfi korlát                   |
| Ezüst | Susann Beucke Tina Lutz | Vitorlázás    | Női 49erFX osztály             |
| Bronz | Dimitrij Ovtcharov | Asztalitenisz | Férfi egyes                    |
| Bronz | Frank Stäbler | Birkózás      | Férfi kötöttfogás, 67 kg       |
| Bronz | Denis Kudla | Birkózás      | Férfi kötöttfogás, 87 kg       |
| Bronz | Anna-Maria Wagner | Cselgáncs     | Női félnehézsúly               |
| Bronz | Johannes Frey Karl-Richard Frey Jasmin Grabowski Dominic Ressel Giovanna Scoccimarro Sebastian Seidl Theresa Stoll Martyna Trajdos Eduard Trippel Anna-Maria Wagner Igor Wandtke | Cselgáncs     | Vegyes csapat                  |
| Bronz | Michelle Kroppen Charline Schwarz Lisa Unruh | Íjászat       | Női csapat                     |
| Bronz | Sebastian Brendel Tim Hecker | Kajak-kenu    | Férfi kenu kettes 1000 m       |
| Bronz | Hannes Aigner | Kajak-kenu    | Férfi szlalom kajak egyes      |
| Bronz | Sideris Tasiadis | Kajak-kenu    | Férfi szlalom kenu egyes       |
| Bronz | Andrea Herzog | Kajak-kenu    | Női szlalom kenu egyes         |
| Bronz | Patrick Hausding Lars Rüdiger | Műugrás       | Férfi szinkron műugrás         |
| Bronz | Lena Hentschel Tina Punzel | Műugrás       | Női szinkron műugrás           |
| Bronz | Florian Wellbrock | Úszás         | Férfi 1500 m gyors             |
| Bronz | Sarah Köhler | Úszás         | Női 1500 m gyors               |
| Bronz | Erik Heil Thomas Plößel | Vitorlázás    | Férfi 49er osztály             |
| Bronz | Paul Kohlhoff Alica Stuhlemmer | Vitorlázás    | Nacra 17                       |

## Asztalitenisz
Férfi
| Versenyző                                      | Versenyszám | Selejtező         | 64-es főtábla     | 48-as főtábla     | 32-es főtábla                                            | Nyolcaddöntő                                                             | Negyeddöntő                                                                     | Elődöntő                                                            | Döntő                                                                                       | Helyezés |
| Versenyző                                      | Versenyszám | Ellenfél Eredmény | Ellenfél Eredmény | Ellenfél Eredmény | Ellenfél Eredmény                                        | Ellenfél Eredmény                                                        | Ellenfél Eredmény                                                               | Ellenfél Eredmény                                                   | Ellenfél Eredmény                                                                           | Helyezés |
| ---------------------------------------------- | ----------- | ----------------- | ----------------- | ----------------- | -------------------------------------------------------- | ------------------------------------------------------------------------ | ------------------------------------------------------------------------------- | ------------------------------------------------------------------- | ------------------------------------------------------------------------------------------- | -------- |
| Timo Boll                                      | Egyes       | erőnyerő          | erőnyerő          | erőnyerő          | Kirill Geraszimenko (KAZ) · 7–11, 11–6, 11–7, 11–2, 11–1 | Csong Jongsik (Jeong Young-Sik) (KOR) · 8–11, 11–7, 7–11, 9–11, 4–11     | kiesett                                                                         | kiesett                                                             | kiesett                                                                                     | 9.       |
| Dimitrij Ovtcharov                             | Egyes       | erőnyerő          | erőnyerő          | erőnyerő          | Kirill Szkacskov (ROC) · 13–11, 11–3, 13–11, 11–4        | Niva Kóki (JPN) · 11–4, 7–11, 11–0, 11–7, 11–9                           | Hugo Calderano (BRA) · 7–11, 5–11, 11–8, 11–7, 11–8, 11–2                       | Ma Lung (Ma Long) (CHN) · 11–13, 8–11, 11–9, 11–9, 7–11, 11–5, 9–11 | Bronzmérkőzés · Lin Jün-zsu (Lin Yun-ju) (TPE) · 13–11, 5–11, 6–11, 11–4, 4–11, 15–13, 11–7 |          |
| Timo Boll Patrick Franziska Dimitrij Ovtcharov | Csapat      |                   |                   |                   |                                                          | Portugália (POR) · Tiago Apolónia · Marcos Freitas · João Monteiro · 3–0 | Tajvan (TPE) · Chen Chien-An · Chuan Chih-Yuan · Lin Jün-zsu (Lin Yun-ju) · 3–2 | Japán (JPN) · Mizutani Dzsun · Niva Kóki · Harimoto Tomokazu · 3–2  | Kína (CHN) · Fan Csen-tung (Fan Zhengdong) · Hszü Hszin (Xu Xin) · Ma Lung (Ma Long) · 0–3  |          |

Női
| Versenyző                                                      | Versenyszám | Selejtező         | 64-es főtábla     | 48-as főtábla     | 32-es főtábla                                             | Nyolcaddöntő                                                               | Negyeddöntő                                                                                | Elődöntő                                                                                          | Döntő | Helyezés |
| Versenyző                                                      | Versenyszám | Ellenfél Eredmény | Ellenfél Eredmény | Ellenfél Eredmény | Ellenfél Eredmény                                         | Ellenfél Eredmény                                                          | Ellenfél Eredmény                                                                          | Ellenfél Eredmény                                                                                 | Ellenfél Eredmény                                                                                            | Helyezés |
| -------------------------------------------------------------- | ----------- | ----------------- | ----------------- | ----------------- | --------------------------------------------------------- | -------------------------------------------------------------------------- | ------------------------------------------------------------------------------------------ | ------------------------------------------------------------------------------------------------- | --- | -------- |
| Han Jing (Han Ying)                                            | Egyes       | erőnyerő          | erőnyerő          | erőnyerő          | Jian Fang Lay (AUS) · 11–9, 11–9, 11–7, 11–8              | Feng Tien-vej (Feng Tian Wei) (SIN) · 13–11, 11–7, 11–9, 8–11, 11–8        | Szun Jing-sa (Sun Yingsha) (CHN) · 8–11, 3–11, 8–11, 6–11                                  | kiesett                                                                                           | kiesett | 5.       |
| Petrissa Solja                                                 | Egyes       | erőnyerő          | erőnyerő          | erőnyerő          | Mo Zhang (CAN) · 7–11, 5–11, 11–9, 6–11, 11–6, 11–8, 3–11 | kiesett                                                                    | kiesett                                                                                    | kiesett                                                                                           | kiesett | 17.      |
| Han Jing (Han Ying) San Hsziao-na (Shan Xiaona) Petrissa Solja | Csapat      |                   |                   |                   |                                                           | Ausztrália (AUS) · Michelle Bromley · Jian Fang Lay · Melissa Tapper · 3–0 | Dél-Korea (KOR) · Cson Dzsihi (Jeon Ji-Hee) · Choi Hyo-joo · Sin Jubin (Shin Yu-bin) · 3–2 | Kína (CHN) · Csen Meng (Chen Meng) · Szun Jing-sa (Sun Yingsha) · Vang Man-jü (Wang Manyu)] · 0–3 | Bronzmérkőzés · Hongkong (HKG) · Léj Hou-chíng (Lee Ho Ching) · Tou Hój-kam (Doo Hoi Kem) · Minnie Soo · 1–3 | 4.       |

Vegyes
| Versenyző                        | Versenyszám  | Nyolcaddöntő                                                         | Negyeddöntő                                                                         | Elődöntő          | Döntő             | Helyezés |
| Versenyző                        | Versenyszám  | Ellenfél Eredmény                                                    | Ellenfél Eredmény                                                                   | Ellenfél Eredmény | Ellenfél Eredmény | Helyezés |
| -------------------------------- | ------------ | -------------------------------------------------------------------- | ----------------------------------------------------------------------------------- | ----------------- | ----------------- | -------- |
| Patrick Franziska Petrissa Solja | Vegyes páros | Kuba (CUB) · Jorge Campos · Daniela Fonseca · 11–5, 11–7, 11–8, 11–7 | Japán (JPN) · Mizutani Dzsun · Itó Mima · 8–11, 11–5, 11–3, 3–11, 11–9, 8–11, 14–16 | kiesett           | kiesett           | 5.       |

## Atlétika
Férfi
| Versenyző                                                     | Versenyszám     | Előfutam | Előfutam | Előfutam | Elődöntő | Elődöntő | Elődöntő | Döntő   | Döntő    |
| Versenyző                                                     | Versenyszám     | Idő      | Hely.    | Össz.    | Idő      | Hely.    | Össz.    | Idő     | Helyezés |
| ------------------------------------------------------------- | --------------- | -------- | -------- | -------- | -------- | -------- | -------- | ------- | -------- |
| Steven Müller                                                 | 200 m           | 21,08    | 6.       | 39.      | kiesett  | kiesett  | kiesett  | kiesett | kiesett  |
| Marvin Schlegel                                               | 400 m           | 46,39    | 6.       | 35.      | kiesett  | kiesett  | kiesett  | kiesett | kiesett  |
| Amos Bartelsmeyer                                             | 1500 m          | 3:38,36  | 11.      | 22.      | kiesett  | kiesett  | kiesett  | kiesett | kiesett  |
| Robert Farken                                                 | 1500 m          | 3:36,61  | 5.       | 12.      | 3:35,21  | 8.       | 18.      | kiesett | kiesett  |
| Mohamed Mohumed                                               | 5000 m          | 13:50,46 | 16.      | 31.      |          |          |          | kiesett | kiesett  |
| Gregor Traber                                                 | 110 m gát       | 13,65    | 5.       | 29.*     | kiesett  | kiesett  | kiesett  | kiesett | kiesett  |
| Joshua Abuaku                                                 | 400 m gát       | 49,50    | 5.       | 20.      | 49,93    | 8.       | 23.      | kiesett | kiesett  |
| Luke Campbell                                                 | 400 m gát       | 49,19    | 4.       | 15.      | 48,62    | 5.       | 11.      | kiesett | kiesett  |
| Constantin Preis                                              | 400 m gát       | 49,73    | 4.       | 25.      | 49,10    | 4.       | 17.      | kiesett | kiesett  |
| Karl Bebendorf                                                | 3000 m akadály  | 8:33,27  | 11.      | 34.      |          |          |          | kiesett | kiesett  |
| Amanal Petros                                                 | Maraton         |          |          |          |          |          |          | 2:16:33 | 29.      |
| Hendrik Pfeiffer                                              | Maraton         |          |          |          |          |          |          | 2:20:43 | 49.      |
| Richard Ringer                                                | Maraton         |          |          |          |          |          |          | 2:16:08 | 25.      |
| Nils Brembach                                                 | 20 km gyaloglás |          |          |          |          |          |          | 1:26:45 | 28.      |
| Leo Köpp                                                      | 20 km gyaloglás |          |          |          |          |          |          | 1:24:46 | 22.      |
| Christopher Linke                                             | 20 km gyaloglás |          |          |          |          |          |          | 1:21:50 | 5.       |
| Carl Dohmann                                                  | 50 km gyaloglás |          |          |          |          |          |          | 4:07:18 | 33.      |
| Jonathan Hilbert                                              | 50 km gyaloglás |          |          |          |          |          |          | 3:50:44 |          |
| Nathaniel Seiler                                              | 50 km gyaloglás |          |          |          |          |          |          | 4:15:37 | 42.      |
| Julian Reus Joshua Hartmann Deniz Almas Lucas Ansah-Peprah    | 4 × 100 m váltó | 38,06    | 4.       | 5.       |          |          |          | 38,12   | 5.       |
| Marvin Schlegel Luke Campbell Jean Paul Bredau Manuel Sanders | 4 × 400 m váltó | 3:03,62  | 8.       | 16.      |          |          |          | kiesett | kiesett  |

| Versenyző            | Versenyszám   | Selejtező | Selejtező | Döntő    | Döntő    |
| Versenyző            | Versenyszám   | Eredmény  | Helyezés  | Eredmény | Helyezés |
| -------------------- | ------------- | --------- | --------- | -------- | -------- |
| Mateusz Przybylko    | Magasugrás    | 221 cm    | 23.*      | kiesett  | kiesett  |
| Torben Blech         | Rúdugrás      | 530 cm    | 25.**     | kiesett  | kiesett  |
| Bo Kanda Lita Baehre | Rúdugrás      | 575 cm    | 1.*       | 570 cm   | 11.*     |
| Oleg Zernikel        | Rúdugrás      | 565 cm    | 12.**     | 570 cm   | 9.       |
| Fabian Heinle        | Távolugrás    | 796 cm    | 10.       | 762 cm   | 12.      |
| Max Heß              | Hármasugrás   | 16,69 m   | 17.       | kiesett  | kiesett  |
| Daniel Jasinski      | Diszkoszvetés | 63,29 m   | 9.        | 62,44 m  | 10.      |
| Clemens Prüfer       | Diszkoszvetés | 63,18 m   | 11.       | 61,75 m  | 11.      |
| David Wrobel         | Diszkoszvetés | 60,38 m   | 22.       | kiesett  | kiesett  |
| Tristan Schwandke    | Kalapácsvetés | 73,77 m   | 21.       | kiesett  | kiesett  |
| Bernhard Seifert     | Gerelyhajítás | 68,30 m   | 31.       | kiesett  | kiesett  |
| Johannes Vetter      | Gerelyhajítás | 85,64 m   | 2.        | 82,52 m  | 9.       |
| Julian Weber         | Gerelyhajítás | 84,41 m   | 6.        | 85,30 m  | 4.       |

| Versenyző    | Versenyszám | 100 m | 100 m | Távolugrás | Távolugrás | Súlylökés | Súlylökés | Magasugrás | Magasugrás | 400 m         | 400 m         | 110 m gát        | 110 m gát        | Diszkoszvetés    | Diszkoszvetés    | Rúdugrás         | Rúdugrás         | Gerelyhajítás    | Gerelyhajítás    | 1500 m           | 1500 m           | Végeredmény   | Végeredmény   |
| Versenyző    | Versenyszám | Idő   | Pont  | Eredmény   | Pont       | Eredmény  | Pont      | Eredmény   | Pont       | Idő           | Pont          | Idő              | Pont             | Eredmény         | Pont             | Eredmény         | Pont             | Eredmény         | Pont             | Idő              | Pont             | Pont          | Helyezés      |
| ------------ | ----------- | ----- | ----- | ---------- | ---------- | --------- | --------- | ---------- | ---------- | ------------- | ------------- | ---------------- | ---------------- | ---------------- | ---------------- | ---------------- | ---------------- | ---------------- | ---------------- | ---------------- | ---------------- | ------------- | ------------- |
| Niklas Kaul  | Tízpróba    | 11,22 | 812   | 736 cm     | 900        | 14,55 m   | 762       | 211 cm     | 906        | nem ért célba | nem ért célba | nem állt rajthoz | nem állt rajthoz | nem állt rajthoz | nem állt rajthoz | nem állt rajthoz | nem állt rajthoz | nem állt rajthoz | nem állt rajthoz | nem állt rajthoz | nem állt rajthoz | nem ért célba | nem ért célba |
| Kai Kazmirek | Tízpróba    | 11,09 | 841   | 748 cm     | 930        | 14,46 m   | 757       | 202 cm     | 822        | 48,17         | 901           | 14,73            | 882              | 42,70 m          | 720              | 480 cm           | 849              | 63,76 m          | 795              | 4:48,30          | 629              | 8126          | 14.           |

Női
| Versenyző                                                         | Versenyszám     | Selejtező | Selejtező | Selejtező | Előfutam | Előfutam | Előfutam | Elődöntő | Elődöntő | Elődöntő | Döntő         | Döntő         |
| Versenyző                                                         | Versenyszám     | Idő       | Hely.     | Össz.     | Idő      | Hely.    | Össz.    | Idő      | Hely.    | Össz.    | Idő           | Helyezés      |
| ----------------------------------------------------------------- | --------------- | --------- | --------- | --------- | -------- | -------- | -------- | -------- | -------- | -------- | ------------- | ------------- |
| Alexandra Burghardt                                               | 100 m           | kiemelt   | kiemelt   | kiemelt   | 11,08    | 1.       | 12.      | 11,07    | 4.       | 11.*     | kiesett       | kiesett       |
| Tatjana Pinto                                                     | 100 m           | kiemelt   | kiemelt   | kiemelt   | 11,16    | 3.       | 16.*     | 11,35    | 7.       | 22.      | kiesett       | kiesett       |
| Lisa-Marie Kwayie                                                 | 200 m           |           |           |           | 23,14    | 4.       | 21.      | 23,42    | 8.       | 25.      | kiesett       | kiesett       |
| Jessica-Bianca Wessolly                                           | 200 m           |           |           |           | 23,41    | 5.       | 32.      | kiesett  | kiesett  | kiesett  | kiesett       | kiesett       |
| Corinna Schwab                                                    | 400 m           |           |           |           | 52,29    | 4.       | 27.      | kiesett  | kiesett  | kiesett  | kiesett       | kiesett       |
| Christina Hering                                                  | 800 m           |           |           |           | 2:02,23  | 5.       | 30.      | kiesett  | kiesett  | kiesett  | kiesett       | kiesett       |
| Katharina Trost                                                   | 800 m           |           |           |           | 2:00,99  | 5.       | 13.      | 2:02,14  | 8.       | 20.      | kiesett       | kiesett       |
| Caterina Granz                                                    | 1500 m          |           |           |           | 4:06,22  | 9.       | 25.      | 4:10,93  | 12.      | 25.      | kiesett       | kiesett       |
| Hanna Klein                                                       | 1500 m          |           |           |           | 4:14,83  | 15.      | 39.      | kiesett  | kiesett  | kiesett  | kiesett       | kiesett       |
| Konstanze Klosterhalfen                                           | 10 000 m        |           |           |           |          |          |          |          |          |          | 31:01,97      | 8.            |
| Ricarda Lobe                                                      | 100 m gát       |           |           |           | 13,43    | 8.       | 36.      | kiesett  | kiesett  | kiesett  | kiesett       | kiesett       |
| Carolina Krafzik                                                  | 400 m gát       |           |           |           | 54,72    | 2.       | 5.       | 54,96    | 4.       | 10.      | kiesett       | kiesett       |
| Elena Burkard                                                     | 3000 m akadály  |           |           |           | 9:30,64  | 6.       | 17.      |          |          |          | kiesett       | kiesett       |
| Gesa Felicitas Krause                                             | 3000 m akadály  |           |           |           | 9:19,62  | 2.       | 5.       |          |          |          | 9:14,00       | 5.            |
| Lea Meyer                                                         | 3000 m akadály  |           |           |           | 9:33,00  | 7.       | 22.      |          |          |          | kiesett       | kiesett       |
| Melat Yisak Kejeta                                                | Maraton         |           |           |           |          |          |          |          |          |          | 2:29:16       | 6.            |
| Deborah Schöneborn                                                | Maraton         |           |           |           |          |          |          |          |          |          | 2:33:08       | 18.           |
| Katharina Steinruck                                               | Maraton         |           |           |           |          |          |          |          |          |          | 2:35:00       | 31.           |
| Saskia Feige                                                      | 20 km gyaloglás |           |           |           |          |          |          |          |          |          | nem ért célba | nem ért célba |
| Rebekka Haase Alexandra Burghardt Tatjana Pinto Gina Lückenkemper | 4 × 100 m váltó |           |           |           | 42,00    | 1.       | 3.       |          |          |          | 42,12         | 5.            |
| Corinna Schwab Carolina Krafzik Laura Müller Ruth Spelmeyer       | 4 × 400 m váltó |           |           |           | 3:24,77  | 4.       | 10.      |          |          |          | kiesett       | kiesett       |

| Versenyző                  | Versenyszám   | Selejtező | Selejtező | Döntő    | Döntő    |
| Versenyző                  | Versenyszám   | Eredmény  | Helyezés  | Eredmény | Helyezés |
| -------------------------- | ------------- | --------- | --------- | -------- | -------- |
| Marie-Laurence Jungfleisch | Magasugrás    | 195 cm    | 4.**      | 193 cm   | 10.      |
| Imke Onnen                 | Magasugrás    | 186 cm    | 25.**     | kiesett  | kiesett  |
| Maryse Luzolo              | Távolugrás    | 654 cm    | 15.       | kiesett  | kiesett  |
| Malaika Mihambo            | Távolugrás    | 698 cm    | 2.        | 700 cm   |          |
| Neele Eckhardt             | Hármasugrás   | 14,20 m   | 14.       | kiesett  | kiesett  |
| Kristin Gierisch           | Hármasugrás   | 13,02 m   | 30.       | kiesett  | kiesett  |
| Sara Gambetta              | Súlylökés     | 18,57 m   | 12.       | 18,88 m  | 8.       |
| Katharina Maisch           | Súlylökés     | 17,89 m   | 15.       | kiesett  | kiesett  |
| Christina Schwanitz        | Súlylökés     | 18,08 m   | 14.       | kiesett  | kiesett  |
| Kristin Pudenz             | Diszkoszvetés | 63,73 m   | 4.        | 66,86 m  |          |
| Marike Steinacker          | Diszkoszvetés | 63,22 m   | 6.        | 62,02 m  | 8.       |
| Claudine Vita              | Diszkoszvetés | 62,46 m   | 10.       | 61,80 m  | 9.       |
| Samantha Borutta           | Kalapácsvetés | 67,38 m   | 24.       | kiesett  | kiesett  |
| Christin Hussong           | Gerelyhajítás | 61,68 m   | 11.       | 59,94 m  | 9.       |

| Versenyző       | Versenyszám | 100 m gát | 100 m gát | Magasugrás | Magasugrás | Súlylökés | Súlylökés | 200 m | 200 m | Távolugrás | Távolugrás | Gerelyhajítás | Gerelyhajítás | 800 m   | 800 m | Végeredmény | Végeredmény |
| Versenyző       | Versenyszám | Idő       | Pont      | Eredmény   | Pont       | Eredmény  | Pont      | Idő   | Pont  | Eredmény   | Pont       | Eredmény      | Pont          | Idő     | Pont  | Pont        | Helyezés    |
| --------------- | ----------- | --------- | --------- | ---------- | ---------- | --------- | --------- | ----- | ----- | ---------- | ---------- | ------------- | ------------- | ------- | ----- | ----------- | ----------- |
| Vanessa Grimm   | Hétpróba    | 13,88     | 955       | 177 cm     | 941        | 14,52 m   | 829       | 25,03 | 884   | 594 cm     | 831        | 44,75 m       | 759           | 2:16,27 | 875   | 6114        | 19.         |
| Carolin Schäfer | Hétpróba    | 13,29     | 1081      | 180 cm     | 978        | 13,99 m   | 793       | 24,33 | 949   | 578 cm     | 783        | 54,10 m       | 940           | 2:14,82 | 895   | 6419        | 7.          |

Vegyes
| Versenyző                                                                  | Versenyszám     | Előfutam | Előfutam | Előfutam | Döntő    | Döntő    |
| Versenyző                                                                  | Versenyszám     | Idő      | Hely.    | Össz.    | Idő      | Helyezés |
| -------------------------------------------------------------------------- | --------------- | -------- | -------- | -------- | -------- | -------- |
| Marvin Schlegel Corinna Schwab Nadine Gonska Manuel Sanders Ruth Spelmeyer | 4 × 400 m váltó | 3:12,94  | 5.       | 9.       | kizárták | kizárták |

* – egy másik versenyzővel azonos eredményt ért el

** – két másik versenyzővel azonos eredményt ért el

## Birkózás
Férfi
Kötöttfogású
| Versenyző         | Versenyszám | Selejtező         | Nyolcaddöntő                   | Negyeddöntő                      | Elődöntő          | Vigaszág elődöntő              | Bronz- mérkőzés                        | Döntő             | Helyezés |
| Versenyző         | Versenyszám | Ellenfél Eredmény | Ellenfél Eredmény              | Ellenfél Eredmény                | Ellenfél Eredmény | Ellenfél Eredmény              | Ellenfél Eredmény                      | Ellenfél Eredmény | Helyezés |
| ----------------- | ----------- | ----------------- | ------------------------------ | -------------------------------- | ----------------- | ------------------------------ | -------------------------------------- | ----------------- | -------- |
| Etienne Kinsinger | 60 kg       |                   | Valihan Szajliko (CHN) · 1–1   | kiesett                          | kiesett           | kiesett                        | kiesett                                | kiesett           | 11.      |
| Frank Stäbler     | 67 kg       | erőnyerő          | Nemes Máté (SRB) · 4–1         | Mohammad Reza Geraei (IRI) · 5–5 |                   | Julián Horta (COL) · 8–0       | Ramaz Zoidze (GEO) · 5–4               |                   |          |
| Denis Kudla       | 87 kg       |                   | Nursultan Tursynov (KAZ) · 4–1 | Lőrincz Viktor (HUN) · 1–1       |                   | Atabek Aziszbekov (KGZ) · 10–2 | Mohamed Metwally (EGY) · kétvállas 8–1 |                   |          |
| Eduard Popp       | 130 kg      |                   | Eduard Soghomonyan (BRA) · 2–0 | Rıza Kayaalp (TUR) · 2–6         | kiesett           | kiesett                        | kiesett                                | kiesett           | 8.       |

Szabadfogású
| Versenyző          | Versenyszám | Nyolcaddöntő                              | Negyeddöntő                          | Elődöntő          | Vigaszág elődöntő | Bronz- mérkőzés   | Döntő             | Helyezés |
| Versenyző          | Versenyszám | Ellenfél Eredmény                         | Ellenfél Eredmény                    | Ellenfél Eredmény | Ellenfél Eredmény | Ellenfél Eredmény | Ellenfél Eredmény | Helyezés |
| ------------------ | ----------- | ----------------------------------------- | ------------------------------------ | ----------------- | ----------------- | ----------------- | ----------------- | -------- |
| Gennadij Cudinovic | 125 kg      | Yusup Batirmurzaev (KAZ) · kétvállas 2–10 | Mönkhtöriin Lkhagvagerel (MGL) · 5–6 | kiesett           | kiesett           | kiesett           | kiesett           | 8.       |

Női
Szabadfogású
| Versenyző           | Versenyszám | Nyolcaddöntő                     | Negyeddöntő                            | Elődöntő                  | Vigaszág elődöntő | Bronz- mérkőzés   | Döntő                          | Helyezés |
| Versenyző           | Versenyszám | Ellenfél Eredmény                | Ellenfél Eredmény                      | Ellenfél Eredmény         | Ellenfél Eredmény | Ellenfél Eredmény | Ellenfél Eredmény              | Helyezés |
| ------------------- | ----------- | -------------------------------- | -------------------------------------- | ------------------------- | ----------------- | ----------------- | ------------------------------ | -------- |
| Anna Carmen Schell  | 68 kg       | Enas Mostafa (EGY) · 7–0         | Alla Cserkaszova (UKR) · 0–6 kétvállas | kiesett                   | kiesett           | kiesett           | kiesett                        | 9.       |
| Aline Rotter-Focken | 76 kg       | Vaszilisza Marzaljuk (BLR) · 2–1 | Csou Csien (Zhou Qian) (CHN) · 8–3     | Szuzuki Hiroe (JPN) · 3–1 |                   |                   | Adeline Maria Gray (USA) · 7–3 |          |

## Cselgáncs
Férfi
| Versenyző         | Versenyszám  | Selejtező         | 32-es főtábla                            | Nyolcaddöntő                                     | Negyeddöntő                                | Elődöntő                         | Vigaszág elődöntő                   | Bronz- mérkőzés                         | Döntő                             | Helyezés |
| Versenyző         | Versenyszám  | Ellenfél Eredmény | Ellenfél Eredmény                        | Ellenfél Eredmény                                | Ellenfél Eredmény                          | Ellenfél Eredmény                | Ellenfél Eredmény                   | Ellenfél Eredmény                       | Ellenfél Eredmény                 | Helyezés |
| ----------------- | ------------ | ----------------- | ---------------------------------------- | ------------------------------------------------ | ------------------------------------------ | -------------------------------- | ----------------------------------- | --------------------------------------- | --------------------------------- | -------- |
| Moritz Plafky     | Légsúly      |                   | Jorre Verstraeten (BEL) · 00(2)–01(0)    | kiesett                                          | kiesett                                    | kiesett                          | kiesett                             | kiesett                                 | kiesett                           | 17.      |
| Sebastian Seidl   | Harmatsúly   |                   | Jakub Samilov (ROC) · 00(3)–10(1)        | kiesett                                          | kiesett                                    | kiesett                          | kiesett                             | kiesett                                 | kiesett                           | 17.      |
| Igor Wandtke      | Könnyűsúly   | erőnyerő          | Khikmatillokh Turaev (UZB) · 00(3)–10(0) | kiesett                                          | kiesett                                    | kiesett                          | kiesett                             | kiesett                                 | kiesett                           | 17.      |
| Dominic Ressel    | Váltósúly    | erőnyerő          | Wesam Abu Rmilah (PLE) · 10(0)–00(0)     | Frank de Wit (NED) · 01(1)–00(1)                 | Nagasze Takanori (JPN) · 00(0)–01(2)       |                                  | Alan Hubecov (ROC) · 10(1)–00(1)    | Shamil Borchashvili (AUT) · 00(0)–10(1) |                                   | 5.       |
| Eduard Trippel    | Középsúly    | erőnyerő          | Nemanja Majdov (SRB) · 01(1)–00(0)       | Kvak Tonghan (Gwak Dong-han) (KOR) · 10(0)–00(0) | Tóth Krisztián (HUN) · 01(1)–00(0)         | Mihael Žgank (TUR) · 01(2)–00(0) |                                     |                                         | Lasha Bekauri (GEO) · 00(0)–01(1) |          |
| Karl-Richard Frey | Félnehézsúly |                   | Mikita Sviryd (BLR) · 10(2)–00(2)        | Michael Korrel (NED) · 01(0)–00(1)               | Cso Guham (Cho Gu-ham) (KOR) · 00(2)–01(2) |                                  | Nyijaz Iljaszov (ROC) · 00(1)–01(1) | kiesett                                 |                                   | 7.       |
| Johannes Frey     | Nehézsúly    |                   | Javad Mahjoub (EOR) · 00(2)–01(1)        | kiesett                                          | kiesett                                    | kiesett                          | kiesett                             | kiesett                                 | kiesett                           | 17.      |

Női
| Versenyző            | Versenyszám  | 32-es főtábla                          | Nyolcaddöntő                           | Negyeddöntő                      | Elődöntő                        | Vigaszág elődöntő                     | Bronz- mérkőzés                        | Döntő             | Helyezés |
| Versenyző            | Versenyszám  | Ellenfél Eredmény                      | Ellenfél Eredmény                      | Ellenfél Eredmény                | Ellenfél Eredmény               | Ellenfél Eredmény                     | Ellenfél Eredmény                      | Ellenfél Eredmény | Helyezés |
| -------------------- | ------------ | -------------------------------------- | -------------------------------------- | -------------------------------- | ------------------------------- | ------------------------------------- | -------------------------------------- | ----------------- | -------- |
| Katharina Menz       | Légsúly      | Mary Dee Vargas (CHI) · 00(1)–01(0)    | kiesett                                | kiesett                          | kiesett                         | kiesett                               | kiesett                                | kiesett           | 17.      |
| Theresa Stoll        | Könnyűsúly   | erőnyerő                               | Eteri Liparteliani (GEO) · 00(0)–10(1) | kiesett                          | kiesett                         | kiesett                               | kiesett                                | kiesett           | 9.       |
| Martyna Trajdos      | Váltósúly    | Özbas Szofi (HUN) · 00(1)–01(2)        | kiesett                                | kiesett                          | kiesett                         | kiesett                               | kiesett                                | kiesett           | 17.      |
| Giovanna Scoccimarro | Középsúly    | Elvismar Rodríguez (VEN) · 01(1)–00(0) | Aoife Coughlan (AUS) · 10(0)–00(0)     | Arai Csizuru (JPN) · 00(0)–10(0) |                                 | Eliszávet Telcídu (GRE) · 10(1)–00(2) | Sanne van Dijke (NED) · 00(2)–10(2)    |                   | 5.       |
| Anna-Maria Wagner    | Félnehézsúly | erőnyerő                               | Patrícia Sampaio (POR) · 10(0)–00(0)   | Mayra Aguiar (BRA) · 01(1)–00(2) | Hamada Sóri (JPN) · 00(0)–10(1) |                                       | Kaliema Antomarchi (CUB) · 01(0)–00(0) |                   |          |
| Jasmin Grabowski     | Nehézsúly    | Xu Shiyan (CHN) · 00(1)–10(0)          | kiesett                                | kiesett                          | kiesett                         | kiesett                               | kiesett                                | kiesett           | 17.      |

Vegyes csapat
| Versenyző | Versenyszám   | Nyolcaddöntő                            | Negyeddöntő       | Elődöntő          | Vigaszág elődöntő    | Bronz- mérkőzés       | Döntő             | Helyezés |
| Versenyző | Versenyszám   | Ellenfél Eredmény                       | Ellenfél Eredmény | Ellenfél Eredmény | Ellenfél Eredmény    | Ellenfél Eredmény     | Ellenfél Eredmény | Helyezés |
| --- | ------------- | --------------------------------------- | ----------------- | ----------------- | -------------------- | --------------------- | ----------------- | -------- |
| Johannes Frey Karl-Richard Frey Jasmin Grabowski Dominic Ressel Giovanna Scoccimarro Sebastian Seidl Theresa Stoll Martyna Trajdos Eduard Trippel Anna-Maria Wagner Igor Wandtke | Vegyes csapat | Menekültek olimpiai csapata (EOR) · 4–0 | Japán (JPN) · 2–4 |                   | Mongólia (MGL) · 4–2 | Hollandia (NED) · 4–2 |                   |          |

## Evezés
Férfi
| Versenyző | Versenyszám              | Előfutam | Előfutam | Vigaszág | Vigaszág | Negyeddöntő | Negyeddöntő | Elődöntő | Elődöntő | Elődöntő | Döntő | Döntő   | Döntő | Helyezés |
| Versenyző | Versenyszám              | Idő      | Hely.    | Idő      | Hely.    | Idő         | Hely.       | Típus    | Idő      | Hely.    | Típus | Idő     | Hely. | Helyezés |
| --- | ------------------------ | -------- | -------- | -------- | -------- | ----------- | ----------- | -------- | -------- | -------- | ----- | ------- | ----- | -------- |
| Oliver Zeidler | Egypárevezős             | 7:00,40  | 1.       | erőnyerő | erőnyerő | 7:12,75     | 1.          | A/B      | 6:45,16  | 4.       | B     | 6:44,44 | 1.    | 7.       |
| Stephan Krüger Marc Weber | Kétpárevezős             | 6:35,11  | 4.       | 6:26,64  | 1.       |             |             | A/B      | 6:38,41  | 5.       | B     | 6:18,13 | 5.    | 11.      |
| Jonathan Rommelmann Jason Osborne | Könnyűsúlyú kétpárevezős | 6:21,71  | 1.       | erőnyerő | erőnyerő |             |             | A/B      | 6:07,33  | 1.       | A     | 6:07,29 | 2.    |          |
| Tim Ole Naske Karl Schulze Hans Gruhne Max Appel | Négypárevezős            | 5:50,11  | 5.       | 6:02,86  | 5.       |             |             |          |          |          | B     | 5:46,78 | 2.    | 8.       |
| Johannes Weißenfeld Laurits Follert Olaf Roggensack Torben Johannesen Jakob Schneider Malte Jakschik Richard Schmidt Hannes Ocik Martin Sauer (kormányos) | Nyolcas                  | 5:28,95  | 1.       | erőnyerő | erőnyerő |             |             |          |          |          | A     | 5:25,60 | 2.    |          |

Női
| Versenyző                                                              | Versenyszám   | Előfutam | Előfutam | Vigaszág | Vigaszág | Elődöntő | Elődöntő | Elődöntő | Döntő | Döntő   | Döntő | Helyezés |
| Versenyző                                                              | Versenyszám   | Idő      | Hely.    | Idő      | Hely.    | Típus    | Idő      | Hely.    | Típus | Idő     | Hely. | Helyezés |
| ---------------------------------------------------------------------- | ------------- | -------- | -------- | -------- | -------- | -------- | -------- | -------- | ----- | ------- | ----- | -------- |
| Annekatrin Thiele Leonie Menzel                                        | Kétpárevezős  | 6:59,61  | 4.       | 6:14,92  | 2.       | A/B      | 7:20,44  | 6.       | B     | 7:01,21 | 5.    | 11.      |
| Daniela Schultze Franziska Kampmann Carlotta Nwajide Frieda Hämmerling | Négypárevezős | 6:18,22  | 1.       | erőnyerő | erőnyerő |          |          |          | A     | 6:13,41 | 5.    | 5.       |

## Golf
| Versenyző          | Versenyszám  | 1. forduló | 1. forduló | 2. forduló | 2. forduló | 3. forduló | 3. forduló | 4. forduló | 4. forduló | Összesen | Összesen | Összesen |
| Versenyző          | Versenyszám  | Pont       | Par        | Pont       | Par        | Pont       | Par        | Pont       | Par        | Pontszám | Par      | Helyezés |
| ------------------ | ------------ | ---------- | ---------- | ---------- | ---------- | ---------- | ---------- | ---------- | ---------- | -------- | -------- | -------- |
| Maximilian Kieffer | Férfi egyéni | 73         | +2         | 69         | −2         | 67         | −4         | 71         | 0          | 280      | −4       | 45.      |
| Hurly Long         | Férfi egyéni | 70         | −1         | 70         | −1         | 70         | −1         | 67         | −4         | 277      | −7       | 35.      |
| Caroline Masson    | Női egyéni   | 71         | 0          | 70         | −1         | 68         | −3         | 75         | +4         | 284      | 0        | 40.      |
| Sophia Popov       | Női egyéni   | 71         | 0          | 72         | +1         | 70         | −1         | 71         | 0          | 284      | 0        | 40.      |

## Gördeszka
Férfi
| Versenyző      | Versenyszám | Selejtező | Selejtező | Döntő   | Döntő   | Helyezés |
| Versenyző      | Versenyszám | Pont      | Hely.     | Pont    | Hely.   | Helyezés |
| -------------- | ----------- | --------- | --------- | ------- | ------- | -------- |
| Tyler Edtmayer | Egyéni park | 61,78     | 15.       | kiesett | kiesett | 15.      |

Női
| Versenyző         | Versenyszám | Selejtező | Selejtező | Döntő   | Döntő   | Helyezés |
| Versenyző         | Versenyszám | Pont      | Hely.     | Pont    | Hely.   | Helyezés |
| ----------------- | ----------- | --------- | --------- | ------- | ------- | -------- |
| Lilly Stoephasius | Egyéni park | 38,37     | 9.        | kiesett | kiesett | 9.       |

## Gyeplabda

### Férfi
| Német férfi gyeplabdacsapat-játékoskeret | Német férfi gyeplabdacsapat-játékoskeret |
| --- | --- |
| - Niklas Bosserhoff - Florian Fuchs - Benedikt Fürk - Mats Grambusch - Johannes Große - Martin Häner - Tobias Hauke (C) - Timm Herzbruch - Paul-Philipp Kaufmann | - Linus Müller - Timur Oruz - Christopher Rühr - Alexander Stadler - Constantin Staib - Justus Weigand - Niklas Wellen - Lukas Windfeder - Martin Zwicker |

#### Eredmények
Csoportkör
B csoport
| Hely. | Csapat                        | M | Gy | D | V | G+ | G– | Gk  | P  | Továbbjutás |
| ----- | ----------------------------- | - | -- | - | - | -- | -- | --- | -- | ----------- |
| 1.    | Belgium (BEL)                 | 5 | 4  | 1 | 0 | 26 | 9  | +17 | 13 | Negyeddöntő |
| 2.    | Németország (GER)             | 5 | 3  | 0 | 2 | 19 | 10 | +9  | 9  | Negyeddöntő |
| 3.    | Nagy-Britannia (GBR)          | 5 | 2  | 2 | 1 | 11 | 11 | 0   | 8  | Negyeddöntő |
| 4.    | Hollandia (NED)               | 5 | 2  | 1 | 2 | 13 | 13 | 0   | 7  | Negyeddöntő |
| 5.    | Dél-afrikai Köztársaság (RSA) | 5 | 1  | 1 | 3 | 16 | 24 | −8  | 4  |             |
| 6.    | Kanada (CAN)                  | 5 | 0  | 1 | 4 | 9  | 27 | −18 | 1  |             |

| 2021. július 24. 19:00 (12:00) | Kanada (CAN) | 1–7         | Németország (GER)                                                               | Játékvezetők: Peter Wright (RSA) Francisco Vázquez (ESP) |
| 2021. július 24. 19:00 (12:00) | Pereira 16'  | Jegyzőkönyv | Windfeder 11', 28' · Rühr 22', 25' · Häner 44' · Bosserhoff 59' · Grambusch 60' | Játékvezetők: Peter Wright (RSA) Francisco Vázquez (ESP) |

| 2021. július 26. 09:30 (02:30) | Németország (GER) | 1–3         | Belgium (BEL)                   | Játékvezetők: Coen van Bunge (NED) David Tomlinson (NZL) |
| 2021. július 26. 09:30 (02:30) | Häner 51'         | Jegyzőkönyv | Charlier 5', 7' · Hendrickx 35' | Játékvezetők: Coen van Bunge (NED) David Tomlinson (NZL) |

| 2021. július 27. 12:15 (05:15) | Németország (GER)                            | 5–1         | Nagy-Britannia (GBR) | Játékvezetők: Simon Taylor (NZL) Adam Kearns (AUS) |
| 2021. július 27. 12:15 (05:15) | Fuchs 15', 51', 60' · Rühr 35' · Weigand 42' | Jegyzőkönyv | Roper 9'             | Játékvezetők: Simon Taylor (NZL) Adam Kearns (AUS) |

| 2021. július 29. 11:45 (04:45) | Dél-afrikai Köztársaság (RSA)                             | 4–3         | Németország (GER)                        | Játékvezetők: David Tomlinson (NZL) Javed Shaikh (IND) |
| 2021. július 29. 11:45 (04:45) | Guise-Brown 9' · Horne 13' · Spooner 45' · M. Cassiem 48' | Jegyzőkönyv | Herzbruch 8' · Windfeder 22' · Staib 24' | Játékvezetők: David Tomlinson (NZL) Javed Shaikh (IND) |

| 2021. július 30. 20:45 (13:45) | Németország (GER)                      | 3–1         | Hollandia (NED) | Játékvezetők: Marcin Grochal (POL) Adam Kearns (AUS) |
| 2021. július 30. 20:45 (13:45) | Wellen 10' · Staib 41' · Herzbruch 54' | Jegyzőkönyv | Hertzberger 57' | Játékvezetők: Marcin Grochal (POL) Adam Kearns (AUS) |

Negyeddöntő
| 2021. augusztus 1. 09:30 (02:30) | Németország (GER)                  | 3–1         | Argentína (ARG) | Játékvezetők: Coen van Bunge (NED) Jakub Mejzlík (CZE) |
| 2021. augusztus 1. 09:30 (02:30) | Windfeder 19', 48' · Herzbruch 40' | Jegyzőkönyv | Casella 52'     | Játékvezetők: Coen van Bunge (NED) Jakub Mejzlík (CZE) |

Elődöntő
| 2021. augusztus 3. 19:00 (12:00) | Ausztrália (AUS)                  | 3–1         | Németország (GER) | Játékvezetők: Germán Montes de Oca (ARG) Marcin Grochal (POL) |
| 2021. augusztus 3. 19:00 (12:00) | Brand 7' · Govers 27' · Sharp 59' | Jegyzőkönyv | Windfeder 10'     | Játékvezetők: Germán Montes de Oca (ARG) Marcin Grochal (POL) |

Bronzmérkőzés
| 2021. augusztus 5. 10:30 (03:30) | Németország (GER)                               | 4–5         | India (IND)                                                       | Játékvezetők: Adam Kearns (AUS) Simon Taylor (NZL) |
| 2021. augusztus 5. 10:30 (03:30) | Oruz 2' · Wellen 24' · Fürk 25' · Windfeder 48' | Jegyzőkönyv | Simranjeet 17', 34' · Hardik 27' · Harmanpreet 29' · Rupinder 31' | Játékvezetők: Adam Kearns (AUS) Simon Taylor (NZL) |

| Csapat            | Helyezés |
| ----------------- | -------- |
| Németország (GER) | 4.       |

### Női
| Német női gyeplabdacsapat-játékoskeret | Német női gyeplabdacsapat-játékoskeret |
| --- | --- |
| - Lisa Altenburg - Jette Fleschütz - Hanna Granitzki - Franzisca Hauke - Pauline Heinz - Kira Horn - Viktoria Huse - Nike Lorenz (C) - Pia Maertens | - Lena Micheel - Selin Oruz - Cécile Pieper - Maike Schaunig - Anne Schröder - Julia Sonntag - Charlotte Stapenhorst - Amelie Wortmann - Sonja Zimmermann |

#### Eredmények
Csoportkör
A csoport
| Hely. | Csapat                        | M | Gy | D | V | G+ | G– | Gk  | P  | Továbbjutás |
| ----- | ----------------------------- | - | -- | - | - | -- | -- | --- | -- | ----------- |
| 1.    | Hollandia (NED)               | 5 | 5  | 0 | 0 | 18 | 2  | +16 | 15 | Negyeddöntő |
| 2.    | Németország (GER)             | 5 | 4  | 0 | 1 | 13 | 7  | +6  | 12 | Negyeddöntő |
| 3.    | Nagy-Britannia (GBR)          | 5 | 3  | 0 | 2 | 11 | 5  | +6  | 9  | Negyeddöntő |
| 4.    | India (IND)                   | 5 | 2  | 0 | 3 | 7  | 14 | −7  | 6  | Negyeddöntő |
| 5.    | Írország (IRL)                | 5 | 1  | 0 | 4 | 4  | 11 | −7  | 3  |             |
| 6.    | Dél-afrikai Köztársaság (RSA) | 5 | 0  | 0 | 5 | 5  | 19 | −14 | 0  |             |

| 2021. július 25. 09:30 (02:30) | Nagy-Britannia (GBR) | 1–2         | Németország (GER)          | Játékvezetők: Liu Hsziao-jing (Liu Xiaoying) (CHN) Irene Presenqui (ARG) |
| 2021. július 25. 09:30 (02:30) | Jones 13'            | Jegyzőkönyv | Huse 24' · Stapenhorst 33' | Játékvezetők: Liu Hsziao-jing (Liu Xiaoying) (CHN) Irene Presenqui (ARG) |

| 2021. július 26. 21:15 (14:15) | Németország (GER)         | 2–0         | India (IND) | Játékvezetők: Sarah Wilson (GBR) Emi Yamada (JPN) |
| 2021. július 26. 21:15 (14:15) | Lorenz 12' · Schröder 35' | Jegyzőkönyv |             | Játékvezetők: Sarah Wilson (GBR) Emi Yamada (JPN) |

| 2021. július 28. 12:15 (05:15) | Németország (GER)                           | 4–2         | Írország (IRL)            | Játékvezetők: Michelle Joubert (RSA) Sarah Wilson (GBR) |
| 2021. július 28. 12:15 (05:15) | Altenburg 10', 40' · Pieper 20' · Hauke 55' | Jegyzőkönyv | Tice 42' · McLoughlin 51' | Játékvezetők: Michelle Joubert (RSA) Sarah Wilson (GBR) |

| 2021. július 30. 09:30 (02:30) | Dél-afrikai Köztársaság (RSA) | 1–4         | Németország (GER)                                 | Játékvezetők: Emi Yamada (JPN) Maggie Giddens (USA) |
| 2021. július 30. 09:30 (02:30) | Marks 53'                     | Jegyzőkönyv | Altenburg 2', 24' · Zimmermann 10' · Schröder 49' | Játékvezetők: Emi Yamada (JPN) Maggie Giddens (USA) |

| 2021. július 31. 18:30 (11:30) | Németország (GER) | 1–3         | Hollandia (NED)            | Játékvezetők: Irene Presenqui (ARG) Kelly Hudson (NZL) |
| 2021. július 31. 18:30 (11:30) | Zimmermann 23'    | Jegyzőkönyv | Matla 8', 56' · Welten 14' | Játékvezetők: Irene Presenqui (ARG) Kelly Hudson (NZL) |

Negyeddöntő
| 2021. augusztus 2. 09:30 (02:30) | Németország (GER) | 0–3         | Argentína (ARG)                            | Játékvezetők: Laurine Delforge (BEL) Amber Church (NZL) |
| 2021. augusztus 2. 09:30 (02:30) |                   | Jegyzőkönyv | Albertario 27' · Grannato 29' · Raposo 52' | Játékvezetők: Laurine Delforge (BEL) Amber Church (NZL) |

| Csapat            | Helyezés |
| ----------------- | -------- |
| Németország (GER) | 6.       |

## Hullámlovaglás
| Versenyző    | Versenyszám | 1. forduló                                                     | 1. forduló | 2. forduló | 2. forduló | 3. forduló            | Negyeddöntő           | Elődöntő              | Döntő                 | Helyezés |
| Versenyző    | Versenyszám | Ellenfelek Győztes pont                                        | Hely.      | Ellenfelek Győztes pont                                                                                         | Hely.      | Ellenfél Győztes pont | Ellenfél Győztes pont | Ellenfél Győztes pont | Ellenfél Győztes pont | Helyezés |
| ------------ | ----------- | -------------------------------------------------------------- | ---------- | --- | ---------- | --------------------- | --------------------- | --------------------- | --------------------- | -------- |
| Leon Glatzer | Férfi       | 5 csoport · Gabriel Medina (BRA) · Michel Bourez (FRA) · 12,23 | 3.         | 2 csoport · Leonardo Fioravanti (ITA) · Jérémy Florès (FRA) · Julian Wilson (AUS) · Leandro Usuna (ARG) · 12,53 | 4.         | kiesett               | kiesett               | kiesett               | kiesett               | 17.      |

## Íjászat
Férfi
| Versenyző     | Versenyszám | Selejtező | Selejtező | 64-es főtábla                       | 32-es főtábla                              | Nyolcaddöntő                     | Negyeddöntő                     | Elődöntő          | Döntő             | Helyezés |
| Versenyző     | Versenyszám | Pont      | Kiemelés  | Ellenfél Eredmény                   | Ellenfél Eredmény                          | Ellenfél Eredmény                | Ellenfél Eredmény               | Ellenfél Eredmény | Ellenfél Eredmény | Helyezés |
| ------------- | ----------- | --------- | --------- | ----------------------------------- | ------------------------------------------ | -------------------------------- | ------------------------------- | ----------------- | ----------------- | -------- |
| Florian Unruh | Egyéni      | 654       | 33.       | Arif Dwi Pangestu (INA) (32.) · 6–2 | Kim Dzsedok (Kim Je-deok) (KOR) (1.) · 7–3 | Crispin Duenas (CAN) (16.) · 6–2 | Mauro Nespoli (ITA) (24.) · 4–6 | kiesett           | kiesett           | 6.       |

Női
| Versenyző                                    | Versenyszám | Selejtező | Selejtező | 64-es főtábla                           | 32-es főtábla                     | Nyolcaddöntő | Negyeddöntő                                                                   | Elődöntő | Döntő | Helyezés |
| Versenyző                                    | Versenyszám | Pont      | Kiemelés  | Ellenfél Eredmény                       | Ellenfél Eredmény                 | Ellenfél Eredmény                                                                                               | Ellenfél Eredmény                                                             | Ellenfél Eredmény                                                                                                  | Ellenfél Eredmény                                                                                                 | Helyezés |
| -------------------------------------------- | ----------- | --------- | --------- | --------------------------------------- | --------------------------------- | --- | ----------------------------------------------------------------------------- | --- | --- | -------- |
| Michelle Kroppen                             | Egyéni      | 655       | 11.       | Ligyija Szicsenyikova (UKR) (54.) · 6–0 | Jelena Oszipova (ROC) (22.) · 4–6 | kiesett | kiesett                                                                       | kiesett | kiesett | 17.      |
| Charline Schwarz                             | Egyéni      | 607       | 60.       | Mackenzie Brown (USA) (5.) · 2–6        | kiesett                           | kiesett | kiesett                                                                       | kiesett | kiesett | 33.      |
| Lisa Unruh                                   | Egyéni      | 647       | 26.       | Hanna Maruszava (BLR) (39.) · 4–6       | kiesett                           | kiesett | kiesett                                                                       | kiesett | kiesett | 33.      |
| Michelle Kroppen Charline Schwarz Lisa Unruh | Csapat      | 1909      | 10.       |                                         |                                   | Tajvan (TPE) · Lin Csia-en (Lin Jia-En) · Lej Csien-jing (Le Chien-Ying) · Tan Ja-ting (Tan Ya-Ting) (7.) · 6–2 | Mexikó (MEX) · Aída Román · Alejandra Valencia · Ana Paula Vázquez (2.) · 6–2 | Az Orosz Olimpiai Bizottság versenyzői (ROC) · Szvetlana Gombojeva · Jelena Oszipova · Kszenyija Perova (6.) · 1–5 | Bronzmérkőzés · Fehéroroszország (BLR) · Karina Dzjominszkaja · Karina Kazlovszkaja · Hanna Maruszava (12.) · 5–1 |          |

Vegyes csapat
| Versenyző                      | Versenyszám | Selejtező | Selejtező | Nyolcaddöntő                                                | Negyeddöntő       | Elődöntő          | Döntő             | Helyezés |
| Versenyző                      | Versenyszám | Pont      | Kiemelés  | Ellenfél Eredmény                                           | Ellenfél Eredmény | Ellenfél Eredmény | Ellenfél Eredmény | Helyezés |
| ------------------------------ | ----------- | --------- | --------- | ----------------------------------------------------------- | ----------------- | ----------------- | ----------------- | -------- |
| Michelle Kroppen Florian Unruh | Vegyes      | 1309      | 13.       | Mexikó (MEX) · Luis Alvárez · Alejandra Valencia (4.) · 2–6 | kiesett           | kiesett           | kiesett           | 9.       |

## Kajak-kenu

### Gyorsasági
Férfi
| Versenyző                                            | Versenyszám         | Előfutam | Előfutam | Előfutam | Negyeddöntő | Negyeddöntő | Negyeddöntő | Elődöntő | Elődöntő | Elődöntő | Döntő | Döntő    | Döntő    | Helyezés |
| Versenyző                                            | Versenyszám         | Idő      | Hely.    | Össz.    | Idő         | Hely.       | Össz.       | Idő      | Hely.    | Össz.    | Típus | Idő      | Helyezés | Helyezés |
| ---------------------------------------------------- | ------------------- | -------- | -------- | -------- | ----------- | ----------- | ----------- | -------- | -------- | -------- | ----- | -------- | -------- | -------- |
| Jacob Schopf                                         | Kajak egyes 1000 m  | 3:39,504 | 1.       | 4.       | erőnyerő    | erőnyerő    | erőnyerő    | 3:25,586 | 3.       | 7.       | A     | 3:22,554 | 4.       | 4.       |
| Max Hoff Jacob Schopf                                | Kajak kettes 1000 m | 3:09,830 | 2.       | 2.       | erőnyerő    | erőnyerő    | erőnyerő    | 3:17,554 | 1.       | 2.       | A     | 3:15,584 | 2.       |          |
| Max Rendschmidt Ronald Rauhe Tom Liebscher Max Lemke | Kajak négyes 500 m  | 1:21,890 | 1.       | 3.       | erőnyerő    | erőnyerő    | erőnyerő    | 1:23,049 | 1.       | 1.       | A     | 1:22,219 | 1.       |          |
| Sebastian Brendel                                    | Kenu egyes 1000 m   | 4:02,351 | 3.       | 4.       | 4:07,036    | 1.          | 3.          | 4:11,413 | 7.       | 14.      | B     | 4:03,723 | 2.       | 10.      |
| Conrad Scheibner                                     | Kenu egyes 1000 m   | 4:04,920 | 2.       | 8.       | erőnyerő    | erőnyerő    | erőnyerő    | 4:08,503 | 3.       | 8.       | A     | 4:13,725 | 6.       | 6.       |
| Sebastian Brendel Tim Hecker                         | Kenu kettes 1000 m  | 3:42,774 | 1.       | 3.       | erőnyerő    | erőnyerő    | erőnyerő    | 3:26,812 | 1.       | 1.       | A     | 3:25,615 | 3.       |          |

Női
| Versenyző                                                     | Versenyszám        | Előfutam | Előfutam | Előfutam | Negyeddöntő | Negyeddöntő | Negyeddöntő | Elődöntő | Elődöntő | Elődöntő | Döntő   | Döntő    | Döntő    | Helyezés |
| Versenyző                                                     | Versenyszám        | Idő      | Hely.    | Össz.    | Idő         | Hely.       | Össz.       | Idő      | Hely.    | Össz.    | Típus   | Idő      | Helyezés | Helyezés |
| ------------------------------------------------------------- | ------------------ | -------- | -------- | -------- | ----------- | ----------- | ----------- | -------- | -------- | -------- | ------- | -------- | -------- | -------- |
| Jule Hake                                                     | Kajak egyes 500 m  | 1:48,758 | 3.       | 7.       | erőnyerő    | erőnyerő    | erőnyerő    | 1:54,341 | 5.       | 18.      | C       | 1:55,638 | 2.       | 18.      |
| Sabrina Hering-Pradler                                        | Kajak egyes 500 m  | 1:49,932 | 2.       | 16.      | erőnyerő    | erőnyerő    | erőnyerő    | 1:54,140 | 4.       | 16.      | B       | 1:53,919 | 2.       | 10.      |
| Caroline Arft Sarah Brüßler                                   | Kajak kettes 500 m | 1:48,058 | 3.       | 11.      | 1:48,450    | 2.          | 5.          | 1:39,421 | 6.       | 11.      | B       | 1:39,953 | 3.       | 11.      |
| Sabrina Hering-Pradler Tina Dietze                            | Kajak kettes 500 m | 1:44,894 | 2.       | 5.       | erőnyerő    | erőnyerő    | erőnyerő    | 1:38,954 | 4.       | 8.       | A       | 1:42,406 | 8.       | 8.       |
| Sabrina Hering-Pradler Melanie Gebhardt Jule Hake Tina Dietze | Kajak négyes 500 m | 1:34,681 | 2.       | 4.       | erőnyerő    | erőnyerő    | erőnyerő    | 1:36,737 | 3.       | 6.       | A       | 1:37,243 | 5.       | 5.       |
| Lisa Jahn                                                     | Kenu egyes 200 m   | 47,439   | 4.       | 12.      | 47,049      | 2.          | 8.          | 49,136   | 7.       | 13.      | B       | 48,798   | 5.       | 13.      |
| Sophie Koch                                                   | Kenu egyes 200 m   | 48,601   | 5.       | 25.      | 48,891      | 4.          | 15.         | kiesett  | kiesett  | kiesett  | kiesett | kiesett  | kiesett  | 25.      |
| Lisa Jahn Sophie Koch                                         | Kenu kettes 500 m  | 2:01,184 | 2.       | 3.       | erőnyerő    | erőnyerő    | erőnyerő    | 2:04,749 | 3.       | 6.       | A       | 1:59,943 | 4.       | 4.       |

### Szlalom
Férfi
| Versenyző        | Versenyszám | Selejtező | Selejtező | Selejtező | Selejtező | Selejtező     | Selejtező     | Elődöntő | Elődöntő | Döntő  | Döntő    |
| Versenyző        | Versenyszám | 1. futam  | 1. futam  | 2. futam  | 2. futam  | Jobb eredmény | Jobb eredmény | Elődöntő | Elődöntő | Döntő  | Döntő    |
| Versenyző        | Versenyszám | Pont      | Hely.     | Pont      | Hely.     | Pont          | Hely.         | Pont     | Hely.    | Pont   | Helyezés |
| ---------------- | ----------- | --------- | --------- | --------- | --------- | ------------- | ------------- | -------- | -------- | ------ | -------- |
| Hannes Aigner    | Kajak egyes | 96,51     | 11.       | 90,14     | 1.        | 90,14         | 1.            | 97,97    | 7.       | 97,11  |          |
| Sideris Tasiadis | Kenu egyes  | 100,69    | 6.        | 101,23    | 3.        | 100,69        | 6.            | 105,35   | 6.       | 103,70 |          |

Női
| Versenyző     | Versenyszám | Selejtező | Selejtező | Selejtező | Selejtező | Selejtező     | Selejtező     | Elődöntő | Elődöntő | Döntő  | Döntő    |
| Versenyző     | Versenyszám | 1. futam  | 1. futam  | 2. futam  | 2. futam  | Jobb eredmény | Jobb eredmény | Elődöntő | Elődöntő | Döntő  | Döntő    |
| Versenyző     | Versenyszám | Pont      | Hely.     | Pont      | Hely.     | Pont          | Hely.         | Pont     | Hely.    | Pont   | Helyezés |
| ------------- | ----------- | --------- | --------- | --------- | --------- | ------------- | ------------- | -------- | -------- | ------ | -------- |
| Ricarda Funk  | Kajak egyes | 101,90    | 1.        | 101,56    | 2.        | 101,56        | 2.            | 107,96   | 3.       | 105,50 |          |
| Andrea Herzog | Kenu egyes  | 113,69    | 5.        | 106,34    | 2.        | 106,34        | 2.            | 114,61   | 4.       | 111,13 |          |

## Karate
Férfi
| Versenyző      | Versenyszám | Csoportkör | Csoportkör | Elődöntő          | Döntő             | Helyezés    |
| Versenyző      | Versenyszám | Ellenfél Eredmény | Hely.      | Ellenfél Eredmény | Ellenfél Eredmény | Helyezés    |
| -------------- | ----------- | --- | ---------- | ----------------- | ----------------- | ----------- |
| Noah Bitsch    | 75 kg       | B csoport · Rafael Aghayev (AZE) · 1–2 · Nurkanat Azhikanov (KAZ) · 3(s)–3 · Luigi Busà (ITA) · 2–2(s) · Tsuneari Yahiro (AUS) · 8–3                | 3.         | kiesett           | kiesett           | 5.          |
| Jonathan Horne | +75 kg      | A csoport · Daniyar Yuldashev (KAZ) · 4–4 · Gogita Arkania (GEO) · 0–4 Kiken · Araga Rjútaró (JPN) · visszalépett · Uğur Aktaş (TUR) · visszalépett | –          | kiesett           | kiesett           | helyezetlen |

| Versenyző      | Versenyszám | Csoportkör selejtező | Csoportkör selejtező | Csoportkör selejtező | Csoportkör rangsoroló | Csoportkör rangsoroló | Csoportkör rangsoroló | Bronz- mérkőzés | Bronz- mérkőzés | Döntő         | Döntő      | Helyezés |
| Versenyző      | Versenyszám | Ellenfelek pont | Saját pont           | Hely.                | Ellenfelek pont       | Saját pont            | Hely.                 | Ellenfél pont   | Saját pont      | Ellenfél pont | Saját pont | Helyezés |
| -------------- | ----------- | --- | -------------------- | -------------------- | --------------------- | --------------------- | --------------------- | --------------- | --------------- | ------------- | ---------- | -------- |
| Ilja Smorguner | Kata        | A csoport · Damián Quintero (ESP) · 27,37 · Ariel Torres (USA) · 26,19 · Park Hee-jun (KOR) · 25,62 · Mohammad Al-Mosawi (KUW) · 24,28 | 24,56                | 4.                   | kiesett               | kiesett               | kiesett               | kiesett         | kiesett         | kiesett       | kiesett    | 7.       |

Női
| Versenyző      | Versenyszám | Csoportkör selejtező | Csoportkör selejtező | Csoportkör selejtező | Csoportkör rangsoroló | Csoportkör rangsoroló | Csoportkör rangsoroló | Bronz- mérkőzés | Bronz- mérkőzés | Döntő         | Döntő      | Helyezés |
| Versenyző      | Versenyszám | Ellenfelek pont | Saját pont           | Hely.                | Ellenfelek pont       | Saját pont            | Hely.                 | Ellenfél pont   | Saját pont      | Ellenfél pont | Saját pont | Helyezés |
| -------------- | ----------- | --- | -------------------- | -------------------- | --------------------- | --------------------- | --------------------- | --------------- | --------------- | ------------- | ---------- | -------- |
| Jasmin Jüttner | Kata        | A csoport · Sandra Sánchez (ESP) · 27,43 · Grace Lau (HKG) · 26,15 · Sakura Kokumai (USA) · 25,75 · Puleksenija Jovanoska (MKD) · 23,90 | 24,29                | 4.                   | kiesett               | kiesett               | kiesett               | kiesett         | kiesett         | kiesett       | kiesett    | 7.       |

## Kerékpározás

### BMX
Szabadgyakorlat
| Versenyző           | Versenyszám | Selejtező | Selejtező | Döntő | Döntő | Helyezés |
| Versenyző           | Versenyszám | Pont      | Hely.     | Pont  | Hely. | Helyezés |
| ------------------- | ----------- | --------- | --------- | ----- | ----- | -------- |
| Lara Marie Lessmann | Női         | 69,70     | 6.        | 79,60 | 6.    | 6.       |

### Hegyi-kerékpározás
| Versenyző         | Versenyszám        | Idő        | Helyezés |
| ----------------- | ------------------ | ---------- | -------- |
| Maximilian Brandl | Férfi terepverseny | 1:29:49    | 21.      |
| Manuel Fumic      | Férfi terepverseny | 1:32:28    | 28.      |
| Elisabeth Brandau | Női terepverseny   | lekörözték | 32.      |
| Ronja Eibl        | Női terepverseny   | 1:23:59    | 19.      |

### Országúti kerékpározás
Férfi
| Versenyző        | Versenyszám   | Idő                 | Helyezés |
| ---------------- | ------------- | ------------------- | -------- |
| Emanuel Buchmann | Mezőnyverseny | 6:11:46 (+6:20)     | 29.      |
| Nikias Arndt     | Mezőnyverseny | 6:16:53 (+11:27)    | 54.      |
| Nikias Arndt     | Időfutam      | 58:49,39 (+3:45,20) | 19.      |
| Max Schachmann   | Időfutam      | 58:33,82 (+3:29,63) | 15.      |
| Max Schachmann   | Mezőnyverseny | 6:06:47 (+1:21)     | 10.      |

Női
| Versenyző      | Versenyszám   | Idő                 | Helyezés      |
| -------------- | ------------- | ------------------- | ------------- |
| Liane Lippert  | Mezőnyverseny | 3:55:17 (+2:32)     | 23.           |
| Hannah Ludwig  | Mezőnyverseny | 4:01:08 (+8:23)     | 41.           |
| Trixi Worrack  | Mezőnyverseny | nem ért célba       | nem ért célba |
| Lisa Brennauer | Mezőnyverseny | 3:54:31 (+1:46)     | 6.            |
| Lisa Brennauer | Időfutam      | 32:10,71 (+1:57,22) | 6.            |
| Lisa Klein     | Időfutam      | 33:01,97 (+2:48,48) | 13.           |

### Pálya-kerékpározás
Sprintversenyek
| Versenyző                                     | Versenyszám  | Selejtező | Selejtező | 1. forduló                       | Vigaszág                                              | Vigaszág | 2. forduló                              | Vigaszág                     | Nyolcaddöntő                                 | Vigaszág               | Vigaszág | Negyeddöntő                                                            | 5–8. helyért                                                                     | 5–8. helyért | Elődöntő                                       | Döntő | Helyezés |
| Versenyző                                     | Versenyszám  | Idő       | Hely.     | Ellenfél Győztes idő             | Ellenfelek Győztes idő                                | Hely.    | Ellenfél Győztes idő                    | Ellenfél Győztes idő         | Ellenfél Győztes idő                         | Ellenfelek Győztes idő | Hely.    | Ellenfél Győztes idő                                                   | Ellenfelek Győztes idő                                                           | Hely.        | Ellenfél Győztes idő                           | Ellenfél Győztes idő | Helyezés |
| --------------------------------------------- | ------------ | --------- | --------- | -------------------------------- | ----------------------------------------------------- | -------- | --------------------------------------- | ---------------------------- | -------------------------------------------- | ---------------------- | -------- | ---------------------------------------------------------------------- | -------------------------------------------------------------------------------- | ------------ | ---------------------------------------------- | --- | -------- |
| Stefan Bötticher                              | Férfi egyéni | 9,593     | 13.       | Nick Wammes (CAN) · 10,228       | Rayan Helal (FRA) · Matthew Richardson (AUS) · 10,030 | 1.       | Jeffrey Hoogland (NED) · 10,034         | Vakimoto Júta (JPN) · 10,323 | kiesett                                      | kiesett                | kiesett  | kiesett                                                                | kiesett                                                                          | kiesett      | kiesett                                        | kiesett | 15.      |
| Maximilian Levy                               | Férfi egyéni | 9,646     | 19.       | Jaïr Tjon En Fa (SUR) · 9,922    |                                                       |          | Patryk Rajkowski (POL) · 10,247         |                              | Sam Webster (NZL) · 10,355                   |                        |          | Jack Carlin (GBR) · 9,680; 9,795                                       | Nicholas Paul (TRI) · Sébastien Vigier (FRA) · Jason Kenny (GBR) · 9,879         | 1.           |                                                | | 5.       |
| Lea Friedrich                                 | Női egyéni   | 10,310    | 1.        | Miglė Marozaitė (LTU) · 11,226   |                                                       |          | Madalyn Godby (USA) · 11,085            |                              | Anasztaszija Vojnova (ROC) · 11,117          |                        |          | Olena Sztarikova (UKR) · 10,977; 10,887; 10,874                        | Katy Marchant (GBR) · Shanne Braspennincx (NED) · Lauriane Genest (CAN) · 10,817 | 1.           |                                                | | 5.       |
| Emma Hinze                                    | Női egyéni   | 10,381    | 3.        | Charlene du Preez (RSA) · 10,923 |                                                       |          | Pao San-csu (Bao Shanju) (CHN) · 10,904 |                              | Csung Tien-si (Zhong Tianshi) (CHN) · 11,094 |                        |          | Shanne Braspennincx (NED) · 10,829; 10,733                             |                                                                                  |              | Kelsey Mitchell (CAN) · 10,926; 10,998; 10,728 | Bronzmérkőzés · Léj Vaj-szí (Lee Wai-sze) (HKG) · 11,110; 11,283                                                                       | 4.       |
| Timo Bichler Stefan Bötticher Maximilian Levy | Férfi csapat | 43,140    | 7.        |                                  |                                                       |          |                                         |                              |                                              |                        |          | Nagy-Britannia (GBR) · Jack Carlin · Jason Kenny · Ryan Owens · 41,829 |                                                                                  |              |                                                | 5–6. helyért · Az Orosz Olimpiai Bizottság versenyzői (ROC) · Gyenyisz Dmitrijev · Ivan Gladisev · Pavel Jakusevszkij · két rossz rajt | 5.       |
| Lea Friedrich Emma Hinze                      | Női csapat   | 32,102    | 1.        |                                  |                                                       |          |                                         |                              |                                              |                        |          | Ukrajna (UKR) · Ljubov Sulika · Olena Sztarikova · 31,905              |                                                                                  |              |                                                | Kína (CHN) · Pao San-csu (Bao Shanju) · Csung Tien-si (Zhong Tianshi) · 31,895                                                         |          |

Üldözőversenyek
| Versenyző                                                          | Versenyszám  | Selejtező | Selejtező | Elődöntő                                                                                                  | Elődöntő  | Elődöntő | Döntő                                                                                                | Döntő     | Döntő    |
| Versenyző                                                          | Versenyszám  | Idő       | Hely.     | Ellenfél Idő                                                                                              | Saját idő | Hely.    | Ellenfél Idő                                                                                         | Saját idő | Helyezés |
| ------------------------------------------------------------------ | ------------ | --------- | --------- | --- | --------- | -------- | --- | --------- | -------- |
| Felix Groß Roger Kluge Leon Rohde Domenic Weinstein Theo Reinhardt | Férfi csapat | 3:50,830  | 7.        | Kanada (CAN) · Vincent De Haître · Michael Foley · Derek Gee · Jay Lamoureux · 3:46,769                   | 3:48,861  | 6.       | 5. helyért · Kanada (CAN) · Vincent De Haître · Michael Foley · Derek Gee · Jay Lamoureux · 3:46,324 | 3:50,023  | 6.       |
| Franziska Brauße Lisa Brennauer Lisa Klein Mieke Kröger            | Női csapat   | 4:07,307  | 1.        | Olaszország (ITA) · Elisa Balsamo · Rachele Barbieri · Vittoria Guazzini · Letizia Paternoster · 4:10,063 | 4:06,159  | 1.       | Nagy-Britannia (GBR) · Katie Archibald · Neah Evans · Laura Kenny · Josie Knight · 4:10,607          | 4:04,242  |          |

Keirin
| Versenyző        | Versenyszám | 1. forduló | Vigaszág | Negyeddöntő | Elődöntő | 7–12. helyért | Döntő    | Helyezés |
| Versenyző        | Versenyszám | Helyezés   | Helyezés | Helyezés    | Helyezés | Helyezés      | Helyezés | Helyezés |
| ---------------- | ----------- | ---------- | -------- | ----------- | -------- | ------------- | -------- | -------- |
| Stefan Bötticher | Férfi       | 4.         | 2.       | 5.          | kiesett  | kiesett       | kiesett  | 13.      |
| Maximilian Levy  | Férfi       | 2.         | erőnyerő | 4.          | 2.       |               | 6.       | 6.       |
| Lea Friedrich    | Női         | 1.         | erőnyerő | 6.          | kiesett  | kiesett       | kiesett  | 16.      |
| Emma Hinze       | Női         | 5.         | 2.       | 4.          | 6.       | 1.            |          | 7.       |

Omnium
| Versenyző   | Versenyszám | 10 km-es scratch | 10 km-es scratch | 10 km-es tempóverseny | 10 km-es tempóverseny | Kieséses verseny | Kieséses verseny | 25 km-es pontverseny | 25 km-es pontverseny | Összesítés | Összesítés |
| Versenyző   | Versenyszám | Pont             | Hely.            | Pont                  | Hely.                 | Pont             | Hely.            | Pont                 | Hely.                | Pont       | Helyezés   |
| ----------- | ----------- | ---------------- | ---------------- | --------------------- | --------------------- | ---------------- | ---------------- | -------------------- | -------------------- | ---------- | ---------- |
| Roger Kluge | Férfi       | 18               | 12.              | 20                    | 11.                   | 8                | 17.              | 45                   | 3.                   | 91         | 9.         |

Madison
| Versenyző                   | Versenyszám | Döntő | Döntő | Helyezés |
| Versenyző                   | Versenyszám | Pont  | Hely. | Helyezés |
| --------------------------- | ----------- | ----- | ----- | -------- |
| Roger Kluge Theo Reinhardt  | Férfi       | −6    | 9.    | 9.       |
| Franziska Brauße Lisa Klein | Női         | −40   | 12.   | 12.      |

## Kézilabda

### Férfi
| Német férfi kézilabdacsapat-játékoskeret                                                                                       | Német férfi kézilabdacsapat-játékoskeret                                                                          |
| --- | --- |
| - Johannes Bitter - Paul Drux - Uwe Gensheimer - Johannes Golla - Kai Häfner - Timo Kastening - Juri Knorr - Jannik Kohlbacher | - Julius Kühn - Finn Lemke - Hendrik Pekeler - Marcel Schiller - Philipp Weber - Steffen Weinhold - Andreas Wolff |
| Szövetségi kapitány: Alfreð Gíslason                                                                                           | |

#### Eredmények
Csoportkör
A csoport
| Hely. | Csapat              | M | Gy | D | V | G+  | G–  | Gk  | P | Továbbjutás |
| ----- | ------------------- | - | -- | - | - | --- | --- | --- | - | ----------- |
| 1.    | Franciaország (FRA) | 5 | 4  | 0 | 1 | 162 | 148 | +14 | 8 | Negyeddöntő |
| 2.    | Spanyolország (ESP) | 5 | 4  | 0 | 1 | 155 | 142 | +13 | 8 | Negyeddöntő |
| 3.    | Németország (GER)   | 5 | 3  | 0 | 2 | 146 | 131 | +15 | 6 | Negyeddöntő |
| 4.    | Norvégia (NOR)      | 5 | 3  | 0 | 2 | 136 | 132 | +4  | 6 | Negyeddöntő |
| 5.    | Brazília (BRA)      | 5 | 1  | 0 | 4 | 128 | 145 | −17 | 2 |             |
| 6.    | Argentína (ARG)     | 5 | 0  | 0 | 5 | 125 | 154 | −29 | 0 |             |

| 2021. július 24. 16:15 (9:15) | Németország (GER) | 27–28       | Spanyolország (ESP) | Jojogi Nemzeti Sportcsarnok, Tokió Nézőszám: 0 Játékvezetők: Kurtagic, Wetterwik (SWE) |
| 2021. július 24. 16:15 (9:15) | Weinhold 5        | (13–12)     | Figueras, Gómez 5   | Jojogi Nemzeti Sportcsarnok, Tokió Nézőszám: 0 Játékvezetők: Kurtagic, Wetterwik (SWE) |
| 2021. július 24. 16:15 (9:15) | 5× 2×             | Jegyzőkönyv | 2× 2×               | Jojogi Nemzeti Sportcsarnok, Tokió Nézőszám: 0 Játékvezetők: Kurtagic, Wetterwik (SWE) |

| 2021. július 26. 11:00 (4:00) | Argentína (ARG)        | 25–33       | Németország (GER)     | Jojogi Nemzeti Sportcsarnok, Tokió Játékvezetők: Horáček, Novotný (CZE) |
| 2021. július 26. 11:00 (4:00) | Martínez, D. Simonet 5 | (13–14)     | Kastening, Schiller 7 | Jojogi Nemzeti Sportcsarnok, Tokió Játékvezetők: Horáček, Novotný (CZE) |
| 2021. július 26. 11:00 (4:00) | 4× 3×                  | Jegyzőkönyv | 3× 2× 1×              | Jojogi Nemzeti Sportcsarnok, Tokió Játékvezetők: Horáček, Novotný (CZE) |

| 2021. július 28. 21:30 (14:30) | Franciaország (FRA) | 30–29       | Németország (GER) | Jojogi Nemzeti Sportcsarnok, Tokió Játékvezetők: Nikolov, Nachevski (MKD) |
| 2021. július 28. 21:30 (14:30) | Mem 6               | (16–13)     | Kastening 7       | Jojogi Nemzeti Sportcsarnok, Tokió Játékvezetők: Nikolov, Nachevski (MKD) |
| 2021. július 28. 21:30 (14:30) | 1×                  | Jegyzőkönyv | 1× 1×             | Jojogi Nemzeti Sportcsarnok, Tokió Játékvezetők: Nikolov, Nachevski (MKD) |

| 2021. július 30. 21:30 (14:30) | Németország (GER) | 28–23       | Norvégia (NOR) | Jojogi Nemzeti Sportcsarnok, Tokió Játékvezetők: Brunner, Salah (SUI) |
| 2021. július 30. 21:30 (14:30) | Gensheimer 6      | (14–11)     | Sagosen 7      | Jojogi Nemzeti Sportcsarnok, Tokió Játékvezetők: Brunner, Salah (SUI) |
| 2021. július 30. 21:30 (14:30) | 3× 1×             | Jegyzőkönyv | 5× 2×          | Jojogi Nemzeti Sportcsarnok, Tokió Játékvezetők: Brunner, Salah (SUI) |

| 2021. augusztus 1. 19:30 (12:30) | Németország (GER) | 29–25       | Brazília (BRA) | Jojogi Nemzeti Sportcsarnok, Tokió Játékvezetők: Horáček, Novotný (CZE) |
| 2021. augusztus 1. 19:30 (12:30) | Knorr, Weinhold 6 | (16–12)     | Dutra 7        | Jojogi Nemzeti Sportcsarnok, Tokió Játékvezetők: Horáček, Novotný (CZE) |
| 2021. augusztus 1. 19:30 (12:30) | 3× 1×             | Jegyzőkönyv | 2× 2×          | Jojogi Nemzeti Sportcsarnok, Tokió Játékvezetők: Horáček, Novotný (CZE) |

Negyeddöntő
| 2021. augusztus 3. 20:45 (13:45) | Németország (GER) | 26–31       | Egyiptom (EGY) | Jojogi Nemzeti Sportcsarnok, Tokió Játékvezetők: Nikolov, Nachevski (MKD) |
| 2021. augusztus 3. 20:45 (13:45) | Golla, Kühn 6     | (12–16)     | Omar, Zein 5   | Jojogi Nemzeti Sportcsarnok, Tokió Játékvezetők: Nikolov, Nachevski (MKD) |
| 2021. augusztus 3. 20:45 (13:45) | 3× 1×             | Jegyzőkönyv | 1× 1×          | Jojogi Nemzeti Sportcsarnok, Tokió Játékvezetők: Nikolov, Nachevski (MKD) |

| Csapat            | Helyezés |
| ----------------- | -------- |
| Németország (GER) | 6.       |

## Kosárlabda

### Férfi
| Német férfi kosárlabdacsapat-játékoskeret                                               | Német férfi kosárlabdacsapat-játékoskeret                                                                   |
| --------------------------------------------------------------------------------------- | --- |
| - Danilo Barthel - Robin Benzing - Isaac Bonga - Niels Giffey - Maodo Lô - Andreas Obst | - Joshiko Saibou - Johannes Thiemann - Johannes Voigtmann - Moritz Wagner - Lukas Wank - Jan Niklas Wimberg |

#### Eredmények
Csoportkör
B csoport
| Hely. | Csapat            | M | Gy | V | P+  | P–  | Pk  | P | Továbbjutás |
| ----- | ----------------- | - | -- | - | --- | --- | --- | - | ----------- |
| 1.    | Ausztrália (AUS)  | 3 | 3  | 0 | 259 | 226 | +33 | 6 | Negyeddöntő |
| 2.    | Olaszország (ITA) | 3 | 2  | 1 | 255 | 239 | +16 | 5 | Negyeddöntő |
| 3.    | Németország (GER) | 3 | 1  | 2 | 257 | 273 | −16 | 4 | Negyeddöntő |
| 4.    | Nigéria (NGR)     | 3 | 0  | 3 | 230 | 263 | −33 | 3 |             |

| 2021. július 25. 13:40 (6:40) | Németország (GER)                        | 82–92     | Olaszország (ITA) | Saitama Super Arena, Szaitama Játékvezetők: Antonio Conde (ESP), Ahmed Al-Shuwaili (IRQ), Yevgeniy Mikheyev (KAZ) |
| 2021. július 25. 13:40 (6:40) | (32–22, 14–21, 26–25, 10–24) Jegyzőkönyv |           |                   | Saitama Super Arena, Szaitama Játékvezetők: Antonio Conde (ESP), Ahmed Al-Shuwaili (IRQ), Yevgeniy Mikheyev (KAZ) |
| 2021. július 25. 13:40 (6:40) | Lô 24                                    | Pont      | Fontecchio 20     | Saitama Super Arena, Szaitama Játékvezetők: Antonio Conde (ESP), Ahmed Al-Shuwaili (IRQ), Yevgeniy Mikheyev (KAZ) |
| 2021. július 25. 13:40 (6:40) | Voigtmann 6                              | Lepattanó | Melli 9           | Saitama Super Arena, Szaitama Játékvezetők: Antonio Conde (ESP), Ahmed Al-Shuwaili (IRQ), Yevgeniy Mikheyev (KAZ) |
| 2021. július 25. 13:40 (6:40) | három játékos 4                          | Gólpassz  | Mannion 7         | Saitama Super Arena, Szaitama Játékvezetők: Antonio Conde (ESP), Ahmed Al-Shuwaili (IRQ), Yevgeniy Mikheyev (KAZ) |

| 2021. július 28. 10:00 (3:00) | Nigéria (NGR)                            | 92–99     | Németország (GER) | Saitama Super Arena, Szaitama Játékvezetők: Omar Bermúdez (MEX), Mārtiņš Kozlovskis (LAT), Rabah Noujaim (LIB) |
| 2021. július 28. 10:00 (3:00) | (21–24, 29–26, 24–24, 18–25) Jegyzőkönyv |           |                   | Saitama Super Arena, Szaitama Játékvezetők: Omar Bermúdez (MEX), Mārtiņš Kozlovskis (LAT), Rabah Noujaim (LIB) |
| 2021. július 28. 10:00 (3:00) | Nwora 33                                 | Pont      | Voigtmann 19      | Saitama Super Arena, Szaitama Játékvezetők: Omar Bermúdez (MEX), Mārtiņš Kozlovskis (LAT), Rabah Noujaim (LIB) |
| 2021. július 28. 10:00 (3:00) | Nwora 7                                  | Lepattanó | Thiemann 10       | Saitama Super Arena, Szaitama Játékvezetők: Omar Bermúdez (MEX), Mārtiņš Kozlovskis (LAT), Rabah Noujaim (LIB) |
| 2021. július 28. 10:00 (3:00) | Emegano 6                                | Gólpassz  | Lo 9              | Saitama Super Arena, Szaitama Játékvezetők: Omar Bermúdez (MEX), Mārtiņš Kozlovskis (LAT), Rabah Noujaim (LIB) |

| 2021. július 31. 17:20 (10:20) | Ausztrália (AUS)                         | 89–76     | Németország (GER) | Saitama Super Arena, Szaitama Játékvezetők: Juan Fernández (ARG), Steven Anderson (USA), Omar Bermúdez (MEX) |
| 2021. július 31. 17:20 (10:20) | (18–22, 26–18, 22–19, 23–17) Jegyzőkönyv |           |                   | Saitama Super Arena, Szaitama Játékvezetők: Juan Fernández (ARG), Steven Anderson (USA), Omar Bermúdez (MEX) |
| 2021. július 31. 17:20 (10:20) | Mills 24                                 | Pont      | Obst 17           | Saitama Super Arena, Szaitama Játékvezetők: Juan Fernández (ARG), Steven Anderson (USA), Omar Bermúdez (MEX) |
| 2021. július 31. 17:20 (10:20) | Ingles 5                                 | Lepattanó | Voigtmann 13      | Saitama Super Arena, Szaitama Játékvezetők: Juan Fernández (ARG), Steven Anderson (USA), Omar Bermúdez (MEX) |
| 2021. július 31. 17:20 (10:20) | Mills 6                                  | Gólpassz  | Lô 5              | Saitama Super Arena, Szaitama Játékvezetők: Juan Fernández (ARG), Steven Anderson (USA), Omar Bermúdez (MEX) |

Negyeddöntő
| 2021. augusztus 3. 10:00 (3:00) | Szlovénia (SLO)                          | 94–70     | Németország (GER) | Saitama Super Arena, Szaitama Játékvezetők: Ademir Zurapović (BIH), Matthew Kallio (CAN), Omar Bermúdez (MEX) |
| 2021. augusztus 3. 10:00 (3:00) | (25–14, 19–23, 22–17, 28–16) Jegyzőkönyv |           |                   | Saitama Super Arena, Szaitama Játékvezetők: Ademir Zurapović (BIH), Matthew Kallio (CAN), Omar Bermúdez (MEX) |
| 2021. augusztus 3. 10:00 (3:00) | Dragić 27                                | Pont      | Lô 11             | Saitama Super Arena, Szaitama Játékvezetők: Ademir Zurapović (BIH), Matthew Kallio (CAN), Omar Bermúdez (MEX) |
| 2021. augusztus 3. 10:00 (3:00) | Tobey 11                                 | Lepattanó | Bonga 7           | Saitama Super Arena, Szaitama Játékvezetők: Ademir Zurapović (BIH), Matthew Kallio (CAN), Omar Bermúdez (MEX) |
| 2021. augusztus 3. 10:00 (3:00) | Dončić 11                                | Gólpassz  | Bonga 3           | Saitama Super Arena, Szaitama Játékvezetők: Ademir Zurapović (BIH), Matthew Kallio (CAN), Omar Bermúdez (MEX) |

| Csapat            | Helyezés |
| ----------------- | -------- |
| Németország (GER) | 8.       |

## Labdarúgás

### Férfi
| Német férfi labdarúgócsapat-játékoskeret | Német férfi labdarúgócsapat-játékoskeret |
| --- | --- |
| - Ragnar Ache - Nadiem Amiri* - Maximilian Arnold* (c) - Svend Brodersen - Benjamin Henrichs - Ismail Jakobs - Max Kruse* - Eduard Löwen - Arne Maier - Florian Müller | - Ohis Felix Uduokhai - Amos Pieper - Luca Plogmann - David Raum - Marco Richter - Keven Schlotterbeck - Anton Stach - Cedric Teuchert - Jordan Torunarigha |

* - túlkoros játékos

#### Eredmények
Csoportkör
D csoport
| Hely. | Csapat                 | M | Gy | D | V | G+ | G– | Gk | P | Továbbjutás |
| ----- | ---------------------- | - | -- | - | - | -- | -- | -- | - | ----------- |
| 1.    | Brazília (BRA)         | 3 | 2  | 1 | 0 | 7  | 3  | +4 | 7 | Negyeddöntő |
| 2.    | Elefántcsontpart (CIV) | 3 | 1  | 2 | 0 | 3  | 2  | +1 | 5 | Negyeddöntő |
| 3.    | Németország (GER)      | 3 | 1  | 1 | 1 | 6  | 7  | −1 | 4 |             |
| 4.    | Szaúd-Arábia (KSA)     | 3 | 0  | 0 | 3 | 4  | 8  | −4 | 0 |             |

| 2021. július 22. 20:30 (13:30) |

| Brazília (BRA)                        | 4–2               | Németország (GER)  |
| ------------------------------------- | ----------------- | ------------------ |
| Richarlison 7' 22' 30' Paulinho 90+5' | (3–0) Jegyzőkönyv | Amiri 57' Ache 84' |

| Nissan Stadion, Jokohama Játékvezető: Iván Barton (salvadori) |

| 2021. július 25. 20:30 (13:30) |

| Szaúd-Arábia (KSA) | 2–3               | Németország (GER)               |
| ------------------ | ----------------- | ------------------------------- |
| Al-Najei 30' 50'   | (1–2) Jegyzőkönyv | Amiri 11' Ache 43' Uduokhai 75' |

| Nissan Stadion, Jokohama Játékvezető: Victor Gomes (dél-afrikai) |

| 2021. július 28. 17:00 (10:00) |

| Németország (GER) | 1–1               | Elefántcsontpart (CIV) |
| ----------------- | ----------------- | ---------------------- |
| Löwen 73'         | (0–0) Jegyzőkönyv | Henrichs 67' (öngól)   |

| Mijagi Stadion, Rifu Nézőszám: 4294 Játékvezető: Leodán González (uruguayi) |

| Csapat            | Helyezés |
| ----------------- | -------- |
| Németország (GER) | 9.       |

## Lovaglás
Díjlovaglás
| Versenyző                                                  | Ló                                   | Versenyszám | Selejtező | Selejtező | Selejtező | Döntő  | Döntő | Végeredmény | Végeredmény |
| Versenyző                                                  | Ló                                   | Versenyszám | Csop.     | Pont      | Hely.     | Pont   | Hely. | Pont        | Helyezés    |
| ---------------------------------------------------------- | ------------------------------------ | ----------- | --------- | --------- | --------- | ------ | ----- | ----------- | ----------- |
| Dorothee Schneider                                         | Showtime Frh                         | Egyéni      | E         | 78,820    | 1.        | 79,432 | 15.   | 79,432      | 15.         |
| Jessica von Bredow-Werndl                                  | TSF Dalera                           | Egyéni      | C         | 84,379    | 1.        | 91,732 | 1.    | 91,732      |             |
| Isabell Werth                                              | Bella Rose 2                         | Egyéni      | F         | 82,500    | 1.        | 89,657 | 2.    | 89,657      |             |
| Dorothee Schneider Jessica von Bredow-Werndl Isabell Werth | Showtime Frh TSF Dalera Bella Rose 2 | Csapat      |           | 7911,5    | 1.        | 8178,0 | 1.    | 8178,0      |             |

Díjugratás
| Versenyző                                   | Ló                               | Versenyszám | Selejtező | Selejtező | Selejtező | Döntő       | Döntő       | Döntő       | Döntő     | Döntő     | Döntő     | Végeredmény |
| Versenyző                                   | Ló                               | Versenyszám | Selejtező | Selejtező | Selejtező | Alapverseny | Alapverseny | Alapverseny | Szétugrás | Szétugrás | Szétugrás | Végeredmény |
| Versenyző                                   | Ló                               | Versenyszám | Bünt.     | Idő       | Hely.     | Bünt.       | Idő         | Hely.       | Bünt.     | Idő       | Hely.     | Helyezés    |
| ------------------------------------------- | -------------------------------- | ----------- | --------- | --------- | --------- | ----------- | ----------- | ----------- | --------- | --------- | --------- | ----------- |
| Daniel Deusser                              | Killer Queen                     | Egyéni      | 0         | 86,14     | =1.       | 8           | 85,69       | 18.         |           |           |           | 18.         |
| Christian Kukuk                             | Mumbai                           | Egyéni      | 4         | 88,07     | =31.      | kiesett     | kiesett     | kiesett     | kiesett   | kiesett   | kiesett   | 31.         |
| André Thieme                                | DSP Chakaria                     | Egyéni      | 4         | 86,45     | =31.      | kiesett     | kiesett     | kiesett     | kiesett   | kiesett   | kiesett   | 31.         |
| Daniel Deusser Christian Kukuk André Thieme | Killer Queen Mumbai DSP Chakaria | Csapat      | 4         | 254,79    | =2.       | 12*         | 160,14      | 9.          |           |           |           | 9.          |

* - Daniel Deusser nem ért célba
Lovastusa
| Versenyző                                    | Ló                                               | Versenyszám | Díjlovaglás | Díjlovaglás | Tereplovaglás | Tereplovaglás | Tereplovaglás | Díjugratás | Díjugratás  | Díjugratás | Díjugratás | Végeredmény | Végeredmény |
| Versenyző                                    | Ló                                               | Versenyszám | Díjlovaglás | Díjlovaglás | Tereplovaglás | Tereplovaglás | Tereplovaglás | Selejtező  | Selejtező   | Selejtező  | Döntő      | Végeredmény | Végeredmény |
| Versenyző                                    | Ló                                               | Versenyszám | Bünt.       | Hely.       | Bünt.         | Bünt. össz.   | Hely.         | Bünt.      | Bünt. össz. | Hely.      | Bünt.      | Bünt.       | Helyezés    |
| -------------------------------------------- | ------------------------------------------------ | ----------- | ----------- | ----------- | ------------- | ------------- | ------------- | ---------- | ----------- | ---------- | ---------- | ----------- | ----------- |
| Sandra Auffarth                              | Viamant du Matz                                  | Egyéni      | 34,1        | 37.         | 22,4          | 56,5          | 32.           | 0,0        | 56,5        | 31.        | kiesett    | 56,5        | 31.         |
| Michael Jung                                 | Chipmunk FRH                                     | Egyéni      | 21,1        | 1.          | 11,0          | 32,1          | 10.           | 0,0        | 32,1        | 8.         | 4,0        | 36,1        | 8.          |
| Julia Krajewski                              | Amande de B'Neville                              | Egyéni      | 25,2        | 4.          | 0,4           | 25,6          | 2.            | 0,0        | 25,6        | 1.         | 0,4        | 26,0        |             |
| Sandra Auffarth Michael Jung Julia Krajewski | Viamant du Matz Chipmunk FRH Amande de B'Neville | Csapat      | 80,4        | 2.          | 33,8          | 114,2         | 6.            |            |             |            | 0,0        | 114,2       | 4.          |

## Műugrás
Férfi
| Versenyző                     | Versenyszám        | Selejtező | Selejtező | Elődöntő | Elődöntő | Döntő   | Döntő    |
| Versenyző                     | Versenyszám        | Pont      | Helyezés  | Pont     | Helyezés | Pont    | Helyezés |
| ----------------------------- | ------------------ | --------- | --------- | -------- | -------- | ------- | -------- |
| Patrick Hausding              | Egyéni műugrás     | 364,05    | 21.       | kiesett  | kiesett  | kiesett | kiesett  |
| Martin Wolfram                | Egyéni műugrás     | 444,50    | 8.        | 423,00   | 9.       | 426,75  | 7.       |
| Timo Barthel                  | Egyéni toronyugrás | 395,70    | 13.       | 364,50   | 17.      | kiesett | kiesett  |
| Jaden Eikermann               | Egyéni toronyugrás | 330,75    | 21.       | kiesett  | kiesett  | kiesett | kiesett  |
| Patrick Hausding Lars Rüdiger | Szinkron műugrás   |           |           |          |          | 404,73  |          |

Női
| Versenyző                    | Versenyszám          | Selejtező | Selejtező | Elődöntő | Elődöntő | Döntő   | Döntő    |
| Versenyző                    | Versenyszám          | Pont      | Helyezés  | Pont     | Helyezés | Pont    | Helyezés |
| ---------------------------- | -------------------- | --------- | --------- | -------- | -------- | ------- | -------- |
| Tina Punzel                  | Egyéni műugrás       | 287,00    | 14.       | 311,05   | 7.       | 302,95  | 7.       |
| Christina Wassen             | Egyéni toronyugrás   | 297,15    | 13.       | 237,30   | 18.      | kiesett | kiesett  |
| Elena Wassen                 | Egyéni toronyugrás   | 323,80    | 6.        | 303,70   | 11.      | 291,90  | 8.       |
| Lena Hentschel Tina Punzel   | Szinkron műugrás     |           |           |          |          | 284,97  |          |
| Tina Punzel Christina Wassen | Szinkron toronyugrás |           |           |          |          | 292,86  | 5.       |

## Ökölvívás
Férfi
| Versenyző         | Versenyszám | Selejtező                | Nyolcaddöntő                 | Negyeddöntő                         | Elődöntő          | Döntő             | Helyezés |
| Versenyző         | Versenyszám | Ellenfél Eredmény        | Ellenfél Eredmény            | Ellenfél Eredmény                   | Ellenfél Eredmény | Ellenfél Eredmény | Helyezés |
| ----------------- | ----------- | ------------------------ | ---------------------------- | ----------------------------------- | ----------------- | ----------------- | -------- |
| Hamsat Shadalov   | Pehelysúly  | Mirco Cuello (ARG) · 2–3 | kiesett                      | kiesett                             | kiesett           | kiesett           | 17.      |
| Ammar Abduljabbar | Nehézsúly   | erőnyerő                 | José María Lúcar (PER) · 5–0 | Muszlim Gadzsimagomedov (ROC) · 0–5 | kiesett           | kiesett           | 5.       |

Női
| Versenyző    | Versenyszám | Selejtező         | Nyolcaddöntő                  | Negyeddöntő       | Elődöntő          | Döntő             | Helyezés |
| Versenyző    | Versenyszám | Ellenfél Eredmény | Ellenfél Eredmény             | Ellenfél Eredmény | Ellenfél Eredmény | Ellenfél Eredmény | Helyezés |
| ------------ | ----------- | ----------------- | ----------------------------- | ----------------- | ----------------- | ----------------- | -------- |
| Nadine Apetz | Váltósúly   | erőnyerő          | Lovlina Borgohain (IND) · 2–3 | kiesett           | kiesett           | kiesett           | 9.       |

## Öttusa
| Versenyző        | Versenyszám | Vívás (V) | Vívás (V) | Úszás   | Úszás | Úszás | Bónusz vívás (B) | Bónusz vívás (B) | Bónusz vívás (B) | Lovaglás      | Lovaglás      | Lovaglás | Lovaglás | Futás/Lövészet | Futás/Lövészet | Futás/Lövészet | Futás/Lövészet | Összesen    | Összesen |
| Versenyző        | Versenyszám | Eredmény  | Pont      | Idő     | Pont  | Hely. | Eredmény         | Pont             | V+B Hely.        | Idő           | Hibapont      | Pont     | Hely.    | Lövőhiba       | Idő            | Pont           | Hely.          | Összes pont | Helyezés |
| ---------------- | ----------- | --------- | --------- | ------- | ----- | ----- | ---------------- | ---------------- | ---------------- | ------------- | ------------- | -------- | -------- | -------------- | -------------- | -------------- | -------------- | ----------- | -------- |
| Patrick Dogue    | Férfi       | 11–24     | 166       | 2:04,27 | 302   | 24.   | 1–1              | 1                | 32.              | 79,76         | 0             | 300      | 2.       | 10             | 11:00,99       | 640            | 6.             | 1409        | 20.      |
| Fabian Liebig    | Férfi       | 16–19     | 196       | 2:03,02 | 304   | 19.   | 0–1              | 0                | 25.              | 74,32         | 21            | 279      | 23.      | 24             | 11:08,69       | 632            | 12.            | 1411        | 19.      |
| Rebecca Langrehr | Női         | 20–15     | 220       | 2:17,38 | 276   | 28.   | 1–1              | 1                | 8.               | 116,17        | 80            | 220      | 30.      | 14             | 12:49,26       | 531            | 20.            | 1248        | 28.      |
| Annika Schleu    | Női         | 29–6      | 274       | 2:16,99 | 277   | 24.   | 0–1              | 0                | 1.               | nem ért célba | nem ért célba | 0        | 31.      | 5              | 12:43,20       | 537            | 18.            | 1088        | 31.      |

## Röplabda

### Strandröplabda

#### Férfi
| Versenyző                    | Csoportkör | Csoportkör | 16 közé jutásért  | Nyolcaddöntő                                                          | Negyeddöntő                                                                                                   | Elődöntő          | Döntő             | Helyezés |
| Versenyző                    | Ellenfél Eredmény | Hely.      | Ellenfél Eredmény | Ellenfél Eredmény                                                     | Ellenfél Eredmény                                                                                             | Ellenfél Eredmény | Ellenfél Eredmény | Helyezés |
| ---------------------------- | --- | ---------- | ----------------- | --------------------------------------------------------------------- | --- | ----------------- | ----------------- | -------- |
| Julius Thole Clemens Wickler | F csoport · Olaszország (ITA) · Daniele Lupo · Paolo Nicolai · 21–19, 19–21, 13–15 · Lengyelország (POL) · Piotr Kantor · Bartosz Łosiak · 22–20, 21–16 · Japán (JPN) · Isidzsima Júszuke · Siratori Kacuhiro · 21–16, 21–11 | 2.         |                   | Egyesült Államok (USA) · Tri Bourne · Jake Gibb · 17–21, 21–15, 15–11 | Az Orosz Olimpiai Bizottság versenyzői (ROC) · Vjacseszlav Kraszilnyikov · Oleg Sztojanovszkij · 16–21, 19–21 | kiesett           | kiesett           | 5.       |

#### Női
| Versenyző                     | Csoportkör | Csoportkör | 16 közé jutásért  | Nyolcaddöntő                                                                     | Negyeddöntő                                                        | Elődöntő          | Döntő             | Helyezés |
| Versenyző                     | Ellenfél Eredmény | Hely.      | Ellenfél Eredmény | Ellenfél Eredmény                                                                | Ellenfél Eredmény                                                  | Ellenfél Eredmény | Ellenfél Eredmény | Helyezés |
| ----------------------------- | --- | ---------- | ----------------- | -------------------------------------------------------------------------------- | ------------------------------------------------------------------ | ----------------- | ----------------- | -------- |
| Karla Borger Julia Sude       | A csoport · Svájc (SUI) · Joana Heidrich · Anouk Vergé-Dépré · 8–21, 23–21, 6–15 · Kanada (CAN) · Melissa Humana-Paredes · Sarah Pavan · 17–21, 14–21 · Hollandia (NED) · Raïsa Schoon · Katja Stam · 22–24, 16–21 | 4.         | kiesett           | kiesett                                                                          | kiesett                                                            | kiesett           | kiesett           | 19.      |
| Margareta Kozuch Laura Ludwig | F csoport · Svájc (SUI) · Nina Betschart · Tanja Hüberli · 25–23, 20–22, 14–16 · Japán (JPN) · Isii Miki · Murakami Megumi · 21–17, 22–20 · Csehország (CZE) · Barbora Hermannová · Markéta Sluková · nem indult   | 2.         |                   | Brazília (BRA) · Ágatha Bednarczuk · Eduarda Santos Lisboa · 21–19, 19–21, 16–14 | Egyesült Államok (USA) · Alix Klineman · April Ross · 19–21, 19–21 | kiesett           | kiesett           | 5.       |

## Sportlövészet
Férfi
| Christian Reitz | Légpisztoly          | 584 | 3.  | 176,6   | 5.      |         |         |
| Christian Reitz | Gyorstüzelő pisztoly | 587 | 1.  | 18      | 5.      |         |         |
| Oliver Geis     | Gyorstüzelő pisztoly | 577 | 13. | kiesett | kiesett |         |         |
| Andreas Löw     | Trap                 | 121 | 15. | kiesett | kiesett | kiesett | kiesett |

Női
| Versenyző            | Versenyszám           | Selejtező | Selejtező | Döntő   | Döntő    |
| Versenyző            | Versenyszám           | Pont      | Helyezés  | Pont    | Helyezés |
| -------------------- | --------------------- | --------- | --------- | ------- | -------- |
| Carina Wimmer        | Légpisztoly           | 571       | 20.       | kiesett | kiesett  |
| Monika Karsch        | Légpisztoly           | 568       | 29.       | kiesett | kiesett  |
| Monika Karsch        | Sportpisztoly         | 580       | 20.       | kiesett | kiesett  |
| Doreen Vennekamp     | Sportpisztoly         | 586       | 4.        | 14      | 7.       |
| Jolyn Beer           | Légpuska              | 625,8     | 17.       | kiesett | kiesett  |
| Jolyn Beer           | Sportpuska, összetett | 1178      | 3.        | 417,8   | 6.       |
| Nadine Messerschmidt | Skeet                 | 120       | 5.        | 26      | 5.       |

Vegyes
| Versenyző                     | Versenyszám | Selejtező | Selejtező | Elődöntő | Elődöntő | Döntő   | Döntő    |
| Versenyző                     | Versenyszám | Pont      | Helyezés  | Pont     | Helyezés | Pont    | Helyezés |
| ----------------------------- | ----------- | --------- | --------- | -------- | -------- | ------- | -------- |
| Christian Reitz Carina Wimmer | Légpisztoly | 571       | 12.       | kiesett  | kiesett  | kiesett | kiesett  |

## Sportmászás
| Versenyző       | Versenyszám | Selejtező            | Selejtező            | Selejtező            | Selejtező         | Selejtező         | Selejtező      | Selejtező      | Selejtező      | Selejtező      | Selejtező      | Selejtező      | Selejtező        | Selejtező        | Selejtező        | Selejtező        | Selejtező        | Összesítés | Összesítés |
| Versenyző       | Versenyszám | Gyorsasági mászás    | Gyorsasági mászás    | Gyorsasági mászás    | Gyorsasági mászás | Gyorsasági mászás | Boulder mászás | Boulder mászás | Boulder mászás | Boulder mászás | Boulder mászás | Boulder mászás | Boulder mászás   | Nehézségi mászás | Nehézségi mászás | Nehézségi mászás | Nehézségi mászás | Összesítés | Összesítés |
| Versenyző       | Versenyszám | A                    | B                    | Jobb idő             | Pont              | Hely.             | 1              | 2              | 3              | 4              | Összesítés     | Pont           | Hely.            | Elért zóna       | idő              | Pont             | Hely.            | Pont       | Hely.      |
| --------------- | ----------- | -------------------- | -------------------- | -------------------- | ----------------- | ----------------- | -------------- | -------------- | -------------- | -------------- | -------------- | -------------- | ---------------- | ---------------- | ---------------- | ---------------- | ---------------- | ---------- | ---------- |
| Jan Hojer       | Férfi       | 6,63                 | Fall                 | 6,63                 | 11                | 11.               | z2             | -              | T3z3           | z3             | 1T3z 3 8       | 9              | 9.               | 29+              | -                | 9                | 9.               | 891        | 12.        |
| Alexander Megos | Férfi       | 9,89                 | 7,47                 | 7,47                 | 19                | 19.               | T2z1           | z6             | z7             | z1             | 1T4z 2 15      | 6              | 6.               | 36+              | -                | 6                | 6.               | 684        | 9.         |
| Versenyző       | Versenyszám | Döntő                | Döntő                | Döntő                | Döntő             | Döntő             | Döntő          | Döntő          | Döntő          | Döntő          | Döntő          | Döntő          | Döntő            | Döntő            | Döntő            | Döntő            | Döntő            | Döntő      | Helyezés   |
| Versenyző       | Versenyszám | Gyorsasági mászás    | Gyorsasági mászás    | Gyorsasági mászás    | Gyorsasági mászás | Gyorsasági mászás | Boulder mászás | Boulder mászás | Boulder mászás | Boulder mászás | Boulder mászás | Boulder mászás | Nehézségi mászás | Nehézségi mászás | Nehézségi mászás | Nehézségi mászás | Összesítés       | Összesítés | Helyezés   |
| Versenyző       | Versenyszám | Negyeddöntő          | Elődöntő             | Döntő                | Pont              | Hely.             | 1              | 2              | 3              | Összesítés     | Pont           | Hely.          | Elért zóna       | idő              | Pont             | Hely.            | Pont             | Hely.      | Helyezés   |
| Versenyző       | Versenyszám | Ellenfél Győztes idő | Ellenfél Győztes idő | Ellenfél Győztes idő | Pont              | Hely.             | 1              | 2              | 3              | Összesítés     | Pont           | Hely.          | Elért zóna       | idő              | Pont             | Hely.            | Pont             | Hely.      | Helyezés   |
| Jan Hojer       | Férfi       | kiesett              | kiesett              | kiesett              | kiesett           | kiesett           | kiesett        | kiesett        | kiesett        | kiesett        | kiesett        | kiesett        | kiesett          | kiesett          | kiesett          | kiesett          | kiesett          | kiesett    | 12.        |
| Alexander Megos | Férfi       | kiesett              | kiesett              | kiesett              | kiesett           | kiesett           | kiesett        | kiesett        | kiesett        | kiesett        | kiesett        | kiesett        | kiesett          | kiesett          | kiesett          | kiesett          | kiesett          | kiesett    | 9.         |

## Súlyemelés
Férfi
| Versenyző        | Versenyszám | Szakítás | Szakítás | Lökés    | Lökés    | Összesen | Helyezés |
| Versenyző        | Versenyszám | Eredmény | Helyezés | Eredmény | Helyezés | Összesen | Helyezés |
| ---------------- | ----------- | -------- | -------- | -------- | -------- | -------- | -------- |
| Simon Brandhuber | 61 kg       | 123      | 10.      | 145      | 11.      | 268      | 9.       |
| Nico Müller      | 81 kg       | 159      | 9.       | 195      | =6.      | 354      | 7.       |

Női
| Versenyző       | Versenyszám | Szakítás | Szakítás | Lökés    | Lökés    | Összesen | Helyezés |
| Versenyző       | Versenyszám | Eredmény | Helyezés | Eredmény | Helyezés | Összesen | Helyezés |
| --------------- | ----------- | -------- | -------- | -------- | -------- | -------- | -------- |
| Sabine Kusterer | 59 kg       | 91       | 7.       | 107      | 10.      | 198      | 10.      |
| Lisa Schweizer  | 64 kg       | 100      | 9.       | 117      | 10.      | 217      | 10.      |

## Taekwondo
Férfi
| Versenyző          | Versenyszám | Nyolcaddöntő                 | Negyeddöntő       | Elődöntő          | Vigaszág első kör | Vigaszág elődöntő | Bronz- mérkőzés   | Döntő             | Helyezés |
| Versenyző          | Versenyszám | Ellenfél Eredmény            | Ellenfél Eredmény | Ellenfél Eredmény | Ellenfél Eredmény | Ellenfél Eredmény | Ellenfél Eredmény | Ellenfél Eredmény | Helyezés |
| ------------------ | ----------- | ---------------------------- | ----------------- | ----------------- | ----------------- | ----------------- | ----------------- | ----------------- | -------- |
| Alexander Bachmann | Nehézsúly   | Ruslan Zhaparov (KAZ) · 7–11 | kiesett           | kiesett           |                   |                   |                   |                   | 11.      |

## Tenisz
Férfi
| Versenyző                           | Versenyszám | 64-es főtábla                             | 32-es főtábla                                                       | Nyolcaddöntő                                                       | Negyeddöntő                                                                | Elődöntő                            | Bronz- mérkőzés   | Döntő                           | Helyezés |
| Versenyző                           | Versenyszám | Ellenfél Eredmény                         | Ellenfél Eredmény                                                   | Ellenfél Eredmény                                                  | Ellenfél Eredmény                                                          | Ellenfél Eredmény                   | Ellenfél Eredmény | Ellenfél Eredmény               | Helyezés |
| ----------------------------------- | ----------- | ----------------------------------------- | ------------------------------------------------------------------- | ------------------------------------------------------------------ | -------------------------------------------------------------------------- | ----------------------------------- | ----------------- | ------------------------------- | -------- |
| Dominik Koepfer                     | Egyes       | Facundo Bagnis (ARG) · 3-6, 6-3, 7-5      | Max Purcell (AUS) · 6-3, 6-0                                        | Pablo Carreño Busta (ESP) · 6-7(7–9), 3-6                          | kiesett                                                                    | kiesett                             | kiesett           | kiesett                         | 9.       |
| Philipp Kohlschreiber               | Egyes       | Sztéfanosz Cicipász (GRE) · 3-6, 6-3, 3-6 | kiesett                                                             | kiesett                                                            | kiesett                                                                    | kiesett                             | kiesett           | kiesett                         | 33.      |
| Jan-Lennard Struff                  | Egyes       | Thiago Monteiro (BRA) · 6-3, 6-4          | Novak Đoković (SRB) · 4-6, 3-6                                      | kiesett                                                            | kiesett                                                                    | kiesett                             | kiesett           | kiesett                         | 17.      |
| Alexander Zverev                    | Egyes       | Lu Jen-hszün (TPE) · 6-1, 6-3             | Daniel Elahi Galán (COL) · 6-2, 6-2                                 | Nikoloz Basilashvili (GEO) · 6-4, 7-6(7–5)                         | Jérémy Chardy (FRA) · 6-4, 6-1                                             | Novak Đoković (SRB) · 1-6, 6-3, 6-1 |                   | Karen Hacsanov (ROC) · 6-3, 6-1 |          |
| Kevin Krawietz Tim Pütz             | Páros       |                                           | Argentína (ARG) · Facundo Bagnis · Diego Schwartzman · 6-2, 6-1     | Nagy-Britannia (GBR) · Andy Murray · Joe Salisbury · 2-6, 6-7(2–7) | kiesett                                                                    | kiesett                             | kiesett           | kiesett                         | 9.       |
| Jan-Lennard Struff Alexander Zverev | Páros       |                                           | Lengyelország (POL) · Hubert Hurkacz · Łukasz Kubot · 6-2, 7-6(7–5) | Franciaország (FRA) · Jérémy Chardy · Gaël Monfils · 6-4, 7-5      | Egyesült Államok (USA) · Austin Krajicek · Tennys Sandgren · 3-6, 6-7(4–7) | kiesett                             | kiesett           | kiesett                         | 5.       |

Női
| Versenyző                          | Versenyszám | 64-es főtábla                          | 32-es főtábla                                                                                       | Nyolcaddöntő      | Negyeddöntő       | Elődöntő          | Bronz- mérkőzés   | Döntő             | Helyezés |
| Versenyző                          | Versenyszám | Ellenfél Eredmény                      | Ellenfél Eredmény                                                                                   | Ellenfél Eredmény | Ellenfél Eredmény | Ellenfél Eredmény | Ellenfél Eredmény | Ellenfél Eredmény | Helyezés |
| ---------------------------------- | ----------- | -------------------------------------- | --------------------------------------------------------------------------------------------------- | ----------------- | ----------------- | ----------------- | ----------------- | ----------------- | -------- |
| Mona Barthel                       | Egyes       | Iga Świątek (POL) · 2-6, 2-6           | kiesett                                                                                             | kiesett           | kiesett           | kiesett           | kiesett           | kiesett           | 33.      |
| Anna-Lena Friedsam                 | Egyes       | Heather Watson (GBR) · 7-6(7–5), 6-3   | Anasztaszija Pavljucsenkova (ROC) · 1-6, 1-6                                                        | kiesett           | kiesett           | kiesett           | kiesett           | kiesett           | 17.      |
| Laura Siegemund                    | Egyes       | Elina Szvitolina (UKR) · 3-6, 7-5, 4-6 | kiesett                                                                                             | kiesett           | kiesett           | kiesett           | kiesett           | kiesett           | 33.      |
| Anna-Lena Friedsam Laura Siegemund | Páros       |                                        | Az Orosz Olimpiai Bizottság versenyzői (ROC) · Veronyika Kugyermetova · Jelena Vesznyina · 2-6, 5-7 | kiesett           | kiesett           | kiesett           | kiesett           | kiesett           | 17.      |

Vegyes
| Versenyző                      | Versenyszám | Nyolcaddöntő                                                                     | Negyeddöntő                                                | Elődöntő          | Bronz- mérkőzés   | Döntő             | Helyezés |
| Versenyző                      | Versenyszám | Ellenfél Eredmény                                                                | Ellenfél Eredmény                                          | Ellenfél Eredmény | Ellenfél Eredmény | Ellenfél Eredmény | Helyezés |
| ------------------------------ | ----------- | -------------------------------------------------------------------------------- | ---------------------------------------------------------- | ----------------- | ----------------- | ----------------- | -------- |
| Kevin Krawietz Laura Siegemund | Páros       | Egyesült Államok (USA) · Bethanie Mattek-Sands · Rajeev Ram · 6-4, 5-7, [10]–[8] | Szerbia (SRB) · Novak Đoković · Nina Stojanović · 1-6, 2-6 | kiesett           | kiesett           | kiesett           | 5.       |

## Tollaslabda
| Versenyző                     | Versenyszám  | Csoportkör | Csoportkör | Nyolcaddöntő      | Negyeddöntő       | Elődöntő          | Bronz- mérkőzés   | Döntő             | Helyezés |
| Versenyző                     | Versenyszám  | Ellenfél Eredmény | Hely.      | Ellenfél Eredmény | Ellenfél Eredmény | Ellenfél Eredmény | Ellenfél Eredmény | Ellenfél Eredmény | Helyezés |
| ----------------------------- | ------------ | --- | ---------- | ----------------- | ----------------- | ----------------- | ----------------- | ----------------- | -------- |
| Kai Schäfer                   | Férfi egyes  | K csoport · Kantaphon Wangcharoen (THA) · 13–21, 15–21 · Toby Penty (GBR) · 18–21, 11–21 | 3.         | kiesett           | kiesett           | kiesett           | kiesett           | kiesett           | 15.      |
| Mark Lamsfuß Marvin Seidel    | Férfi páros  | C csoport · Japán (JPN) · Kamura Takesi · Szonoda Keigo · 13–21, 8–21 · Kína (CHN) · Li Csün-huj (Li Junhui) · Liu Jü-csen (Liu Yuchen) · 14–21, 13–21 · Egyesült Államok (USA) · Phillip Chew · Ryan Chew · 21–10, 21–16                                               | 3.         |                   | kiesett           | kiesett           | kiesett           | kiesett           | 9.       |
| Yvonne Li                     | Női egyes    | E csoport · Okuhara Nozomi (JPN) · 17–21, 4–21 · Jevgenyija Koszeckaja (ROC) · 20–22, 15–21 | 3.         | kiesett           | kiesett           | kiesett           | kiesett           | kiesett           | 15.      |
| Mark Lamsfuß Isabel Herttrich | Vegyes páros | D csoport · Kína (CHN) · Vang Ji-lü (Wang Yilyu) · Huang Tung-ping (Huang Dongping) · 22–24, 17–21 · Malajzia (MAS) · Chan Peng Soon · Goh Liu Ying · 21–12, 21–15 · Hongkong (HKG) · Tang Cőn-man (Tang Chun Man) · Ce Jing-szűt (Tse Ying Suet) · 20–22, 22–20, 16–21 | 3.         |                   | kiesett           | kiesett           | kiesett           | kiesett           | 9.       |

## Torna
Férfi
| Versenyző                                            | Versenyszám      | Selejtező | Selejtező | Döntő    | Döntő    |
| Versenyző                                            | Versenyszám      | Pontszám  | Helyezés  | Pontszám | Helyezés |
| ---------------------------------------------------- | ---------------- | --------- | --------- | -------- | -------- |
| Lukas Dauser                                         | Talaj            | 13,766    | 32.       | kiesett  | kiesett  |
| Lukas Dauser                                         | Korlát           | 15,733    | 2.        | 15,700   |          |
| Lukas Dauser                                         | Nyújtó           | 13,433    | 29.       | kiesett  | kiesett  |
| Lukas Dauser                                         | Gyűrű            | 13,533    | 37.       | kiesett  | kiesett  |
| Lukas Dauser                                         | Lólengés         | 13,666    | 30.       | kiesett  | kiesett  |
| Lukas Dauser                                         | Egyéni összetett | 83,731    | 20.       | 81,290   | 18.      |
| Nils Dunkel                                          | Talaj            | 12,933    | 58.       | kiesett  | kiesett  |
| Nils Dunkel                                          | Korlát           | 14,433    | 34.       | kiesett  | kiesett  |
| Nils Dunkel                                          | Nyújtó           | 13,000    | 50.       | kiesett  | kiesett  |
| Nils Dunkel                                          | Gyűrű            | 13,600    | 35.*      | kiesett  | kiesett  |
| Nils Dunkel                                          | Lólengés         | 14,133    | 19.       | kiesett  | kiesett  |
| Nils Dunkel                                          | Egyéni összetett | 81,632    | 32.       | kiesett  | kiesett  |
| Philipp Herder                                       | Talaj            | 13,733    | 34.       | kiesett  | kiesett  |
| Philipp Herder                                       | Korlát           | 14,500    | 33.       | kiesett  | kiesett  |
| Philipp Herder                                       | Nyújtó           | 13,100    | 46.*      | kiesett  | kiesett  |
| Philipp Herder                                       | Gyűrű            | 13,333    | 47.       | kiesett  | kiesett  |
| Philipp Herder                                       | Lólengés         | 13,233    | 41.       | kiesett  | kiesett  |
| Philipp Herder                                       | Egyéni összetett | 82,432    | 27.       | 78,565   | 23.      |
| Andreas Toba                                         | Talaj            | 12,833    | 62.       | kiesett  | kiesett  |
| Andreas Toba                                         | Korlát           | 14,100    | 40.*      | kiesett  | kiesett  |
| Andreas Toba                                         | Nyújtó           | 13,800    | 24.       | kiesett  | kiesett  |
| Andreas Toba                                         | Gyűrű            | 13,733    | 31.       | kiesett  | kiesett  |
| Andreas Toba                                         | Lólengés         | 13,700    | 29.       | kiesett  | kiesett  |
| Andreas Toba                                         | Egyéni összetett | 82,166    | 30.       | kiesett  | kiesett  |
| Lukas Dauser Nils Dunkel Philipp Herder Andreas Toba | Csapat összetett | 249,929   | 6.        | 238,495  | 8.       |

Női
| Versenyző                                          | Versenyszám      | Selejtező | Selejtező | Döntő    | Döntő    |
| Versenyző                                          | Versenyszám      | Pontszám  | Helyezés  | Pontszám | Helyezés |
| -------------------------------------------------- | ---------------- | --------- | --------- | -------- | -------- |
| Kim Bui                                            | Talaj            | 13,200    | 24.       | kiesett  | kiesett  |
| Kim Bui                                            | Felemás korlát   | 14,066    | 24.       | kiesett  | kiesett  |
| Kim Bui                                            | Gerenda          | 12,666    | 44.       | kiesett  | kiesett  |
| Kim Bui                                            | Egyéni összetett | 53,398    | 31.       | 52,998   | 17.      |
| Pauline Schäfer                                    | Talaj            | 12,733    | 42.       | kiesett  | kiesett  |
| Pauline Schäfer                                    | Felemás korlát   | 11,933    | 66.       | kiesett  | kiesett  |
| Pauline Schäfer                                    | Gerenda          | 12,966    | 36.       | kiesett  | kiesett  |
| Pauline Schäfer                                    | Egyéni összetett | 51,565    | 50.       | kiesett  | kiesett  |
| Elisabeth Seitz                                    | Talaj            | 12,933    | 31.*      | kiesett  | kiesett  |
| Elisabeth Seitz                                    | Felemás korlát   | 14,700    | 7.*       | 14,400   | 5.       |
| Elisabeth Seitz                                    | Gerenda          | 12,333    | 56.       | kiesett  | kiesett  |
| Elisabeth Seitz                                    | Egyéni összetett | 54,232    | 19.       | 54,066   | 9.       |
| Sarah Voss                                         | Talaj            | 12,600    | 51.       | kiesett  | kiesett  |
| Sarah Voss                                         | Felemás korlát   | 13,866    | 27.       | kiesett  | kiesett  |
| Sarah Voss                                         | Gerenda          | 12,266    | 59.*      | kiesett  | kiesett  |
| Sarah Voss                                         | Egyéni összetett | 52,232    | 45.       | kiesett  | kiesett  |
| Kim Bui Pauline Schäfer Elisabeth Seitz Sarah Voss | Csapat összetett | 161,162   | 9.        | kiesett  | kiesett  |

* - egy másik versenyzővel azonos eredményt ért el

## Triatlon
Egyéni
| Versenyző        | Versenyszám | 1,5 km úszás | Depózás 1 | 40 km kerékpározás | Depózás 2 | 10 km futás | Összesítés | Összesítés |
| Versenyző        | Versenyszám | Idő          | Idő       | Idő                | Idő       | Idő         | Idő        | Helyezés   |
| ---------------- | ----------- | ------------ | --------- | ------------------ | --------- | ----------- | ---------- | ---------- |
| Justus Nieschlag | Férfi       | 18:09        | 0:42      | 56:14              | 0:33      | 34:32       | 1:50:10    | 40.        |
| Jonas Schomburg  | Férfi       | 17:42        | 0:38      | 58:38              | 0:34      | 32:02       | 1:49:34    | 38.        |
| Anabel Knoll     | Női         | 20:05        | 0:42      | 1:06:14            | 0:33      | 37:11       | 2:04:45    | 31.        |
| Laura Lindemann  | Női         | 18:36        | 0:41      | 1:02:46            | 0:33      | 35:48       | 1:58:24    | 8.         |

Csapat
| Versenyző                                                     | Versenyszám   | Úszás (300 m X 4) | Depózás 1 | Kerékpározás (6,8 km X 4) | Depózás 2 | Futás (2 km X 4) | Összesen | Hely. |
| ------------------------------------------------------------- | ------------- | ----------------- | --------- | ------------------------- | --------- | ---------------- | -------- | ----- |
| Laura Lindemann Jonas Schomburg Anabel Knoll Justus Nieschlag | Vegyes csapat | 16:26             | 2:31      | 39:53                     | 1:51      | 23:59            | 1:24:40  | 6.    |

## Úszás
Férfi
| Versenyző                                                       | Versenyszám      | Előfutam | Előfutam | Előfutam | Elődöntő | Elődöntő | Elődöntő | Döntő     | Döntő    |
| Versenyző                                                       | Versenyszám      | Idő      | Hely.    | Össz.    | Idő      | Hely.    | Össz.    | Idő       | Helyezés |
| --------------------------------------------------------------- | ---------------- | -------- | -------- | -------- | -------- | -------- | -------- | --------- | -------- |
| Damian Wierling                                                 | 100 m gyors      | 48,83    | 4.       | 26.      | kiesett  | kiesett  | kiesett  | kiesett   | kiesett  |
| Henning Mühlleitner                                             | 400 m gyors      | 3:43,67  | 1.       | 1.       |          |          |          | 3:44,07   | 4.*      |
| Philip Heintz                                                   | 200 m vegyes     | 1:57,72  | 4.       | 13.      | 1:58,13  | 7.       | 13.      | kiesett   | kiesett  |
| Jacob Heidtmann                                                 | 200 m vegyes     | 1:58,80  | 3.       | 23.      | kiesett  | kiesett  | kiesett  | kiesett   | kiesett  |
| Jacob Heidtmann                                                 | 400 m vegyes     | 4:12,09  | 7.       | 12.      |          |          |          | kiesett   | kiesett  |
| Jacob Heidtmann                                                 | 200 m gyors      | 1:46,73  | 3.       | 19.      | kiesett  | kiesett  | kiesett  | kiesett   | kiesett  |
| Lukas Märtens                                                   | 200 m gyors      | 1:46,69  | 5.*      | 17.*     | kiesett  | kiesett  | kiesett  | kiesett   | kiesett  |
| Lukas Märtens                                                   | 400 m gyors      | 3:46,30  | 6.       | 12.      |          |          |          | kiesett   | kiesett  |
| Lukas Märtens                                                   | 1500 m gyors     | 14:59,45 | 5.       | 11.      |          |          |          | kiesett   | kiesett  |
| Florian Wellbrock                                               | 1500 m gyors     | 14:48,53 | 1.       | 3.       |          |          |          | 14:40,91  |          |
| Florian Wellbrock                                               | 800 m gyors      | 7:41,77  | 2.       | 2.       |          |          |          | 7:42,68   | 4.       |
| Florian Wellbrock                                               | 10 km nyílt vízi |          |          |          |          |          |          | 1:48:33,7 |          |
| Ole Braunschweig                                                | 100 m hát        | 54,14    | 4.       | 25.      | kiesett  | kiesett  | kiesett  | kiesett   | kiesett  |
| Marek Ulrich                                                    | 100 m hát        | 53,74    | 1.       | 14.      | 53,54    | 6.       | 13.      | kiesett   | kiesett  |
| Christian Diener                                                | 200 m hát        | 1:58,27  | 8.       | 19.      | kiesett  | kiesett  | kiesett  | kiesett   | kiesett  |
| Lucas Matzerath                                                 | 100 m mell       | 59,40    | 4.       | 11.*     | 59,31    | 6.       | 9.       | kiesett   | kiesett  |
| Fabian Schwingenschlögl                                         | 100 m mell       | 59,49    | 5.       | 14.      | 59,32    | 4.       | 10.      | kiesett   | kiesett  |
| Marco Koch                                                      | 200 m mell       | 2:10,18  | 7.       | 20.      | kiesett  | kiesett  | kiesett  | kiesett   | kiesett  |
| Marius Kusch                                                    | 100 m pillangó   | 52,05    | 7.       | 23.      | kiesett  | kiesett  | kiesett  | kiesett   | kiesett  |
| David Thomasberger                                              | 200 m pillangó   | 1:56,04  | 6.       | 17.      | kiesett  | kiesett  | kiesett  | kiesett   | kiesett  |
| Damian Wierling Marius Kusch Christoph Fildebrandt Eric Friese  | 4 × 100 m gyors  | 3:15,34  | 8.       | 16.      |          |          |          | kiesett   | kiesett  |
| Lukas Märtens Poul Zellmann Henning Mühlleitner Jacob Heidtmann | 4 × 200 m gyors  | 7:06,76  | 4.       | 7.       |          |          |          | 7:06,51   | 7.       |
| Marek Ulrich Lucas Matzerath Marius Kusch Damian Wierling       | 4 × 100 m vegyes | 3:34,08  | 5.       | 11.      |          |          |          | kiesett   | kiesett  |
| Rob Muffels                                                     | 10 km nyílt vízi |          |          |          |          |          |          | 1:53:03,3 | 11.      |

| Versenyző     | Versenyszám | Szétúszás | Szétúszás |
| Versenyző     | Versenyszám | Idő       | Helyezés  |
| ------------- | ----------- | --------- | --------- |
| Lukas Märtens | 200 m gyors | 1:46,40   | 2.        |

Női
| Versenyző                                                        | Versenyszám      | Előfutam | Előfutam | Előfutam | Elődöntő | Elődöntő | Elődöntő | Döntő     | Döntő    |
| Versenyző                                                        | Versenyszám      | Idő      | Hely.    | Össz.    | Idő      | Hely.    | Össz.    | Idő       | Helyezés |
| ---------------------------------------------------------------- | ---------------- | -------- | -------- | -------- | -------- | -------- | -------- | --------- | -------- |
| Leonie Kullmann                                                  | 400 m gyors      | 4:10,25  | 8.       | 18.      |          |          |          | kiesett   | kiesett  |
| Annika Bruhn                                                     | 200 m gyors      | 1:57,15  | 5.       | 13.      | 1:57,62  | 8.       | 14.      | kiesett   | kiesett  |
| Isabel Marie Gose                                                | 200 m gyors      | 1:56,80  | 3.       | 9.       | 1:57,07  | 6.       | 11.      | kiesett   | kiesett  |
| Isabel Marie Gose                                                | 400 m gyors      | 4:03,21  | 4.       | 6.       |          |          |          | 4:04,98   | 6.       |
| Isabel Marie Gose                                                | 800 m gyors      | 8:21,79  | 5.       | 9.       |          |          |          | kiesett   | kiesett  |
| Sarah Köhler                                                     | 800 m gyors      | 8:17,33  | 4.       | 4.       |          |          |          | 8:24,56   | 7.       |
| Sarah Köhler                                                     | 1500 m gyors     | 15:52,67 | 3.       | 6.       |          |          |          | 15:42,91  |          |
| Celine Rieder                                                    | 1500 m gyors     | 16:32,57 | 7.       | 27.      |          |          |          | kiesett   | kiesett  |
| Laura Riedemann                                                  | 100 m hát        | 1:00,81  | 7.       | 24.      | kiesett  | kiesett  | kiesett  | kiesett   | kiesett  |
| Anna Elendt                                                      | 100 m mell       | 1:06,96  | 2.       | 16.      | 1:07,31  | 7.       | 13.      | kiesett   | kiesett  |
| Franziska Hentke                                                 | 200 m pillangó   | 2:09,98  | 4.       | 11.      | 2:10,89  | 7.       | 13.      | kiesett   | kiesett  |
| Lisa Höpink Annika Bruhn Marie Pietruschka Hannah Küchler        | 4 × 100 m gyors  | 3:39,33  | 7.       | 13.      |          |          |          | kiesett   | kiesett  |
| Isabel Marie Gose Leonie Kullmann Marie Pietruschka Annika Bruhn | 4 × 200 m gyors  | 7:52,06  | 3.       | 6.       |          |          |          | 7:53,89   | 6.       |
| Laura Riedemann Anna Elendt Lisa Höpink Annika Bruhn             | 4 × 100 m vegyes | 4:00,16  | 6.       | 11.      |          |          |          | kiesett   | kiesett  |
| Leonie Beck                                                      | 10 km nyílt vízi |          |          |          |          |          |          | 1:59:35,1 | 5.       |
| Finnia Wunram                                                    | 10 km nyílt vízi |          |          |          |          |          |          | 2:01:01,9 | 10.      |

Vegyes
| Versenyző                                                     | Versenyszám      | Előfutam | Előfutam | Előfutam | Döntő   | Döntő    |
| Versenyző                                                     | Versenyszám      | Idő      | Hely.    | Össz.    | Idő     | Helyezés |
| ------------------------------------------------------------- | ---------------- | -------- | -------- | -------- | ------- | -------- |
| Marek Ulrich Fabian Schwingenschlögl Lisa Höpink Annika Bruhn | 4 × 100 m vegyes | 3:44,19  | 4.       | 10.      | kiesett | kiesett  |

* - egy másik versenyzővel azonos időt ért el

## Vitorlázás
Férfi
| Versenyző               | Versenyszám  | Futam | Futam | Futam | Futam | Futam | Futam | Futam | Futam | Futam | Futam | Futam | Futam | Futam | Pontszám | Helyezés |
| Versenyző               | Versenyszám  | 1     | 2     | 3     | 4     | 5     | 6     | 7     | 8     | 9     | 10    | 11    | 12    | É     | Pontszám | Helyezés |
| ----------------------- | ------------ | ----- | ----- | ----- | ----- | ----- | ----- | ----- | ----- | ----- | ----- | ----- | ----- | ----- | -------- | -------- |
| Philipp Buhl            | Laser        | 10    | 2     | 10    | 21    | 12    | 22    | 4     | 3     | (32)  | 1     |       |       | 6     | 91       | 5.       |
| Erik Heil Thomas Plößel | 49er osztály | 3     | 13    | 5     | (14)  | 2     | 3     | 1     | 7     | 11    | 2     | 14    | 5     | 4     | 70       |          |

Női
| Versenyző                      | Versenyszám    | Futam | Futam | Futam | Futam | Futam | Futam | Futam | Futam | Futam | Futam | Futam | Futam | Futam   | Pontszám | Helyezés |
| Versenyző                      | Versenyszám    | 1     | 2     | 3     | 4     | 5     | 6     | 7     | 8     | 9     | 10    | 11    | 12    | É       | Pontszám | Helyezés |
| ------------------------------ | -------------- | ----- | ----- | ----- | ----- | ----- | ----- | ----- | ----- | ----- | ----- | ----- | ----- | ------- | -------- | -------- |
| Svenja Weger                   | Laser radial   | 5     | 1     | 21    | (29)  | 14    | 29    | 8     | 12    | 12    | 29    |       |       | kiesett | 131      | 16.      |
| Luise Wanser Anastasiya Winkel | 470-es osztály | (22)  | 22    | 5     | 4     | 15    | 8     | 7     | 1     | 5     | 6     |       |       | 4       | 77       | 6.       |
| Susann Beucke Tina Lutz        | 49erFX osztály | 5     | 6     | 8     | 3     | (13)  | 12    | 11    | 12    | 3     | 7     | 3     | 3     | 10      | 83       |          |

Vegyes
| Versenyző                      | Versenyszám | Futam | Futam | Futam | Futam | Futam | Futam | Futam | Futam | Futam | Futam | Futam | Futam | Futam | Pontszám | Helyezés |
| Versenyző                      | Versenyszám | 1     | 2     | 3     | 4     | 5     | 6     | 7     | 8     | 9     | 10    | 11    | 12    | É     | Pontszám | Helyezés |
| ------------------------------ | ----------- | ----- | ----- | ----- | ----- | ----- | ----- | ----- | ----- | ----- | ----- | ----- | ----- | ----- | -------- | -------- |
| Paul Kohlhoff Alica Stuhlemmer | Nacra 17    | 5     | 1     | 7     | 3     | 3     | (11)  | 3     | 2     | 8     | 3     | 6     | 6     | 16    | 63       |          |

## Vívás
Férfi
| Versenyző                                                | Versenyszám  | Selejtező                    | 32-es főtábla                          | Nyolcaddöntő                                                             | Negyeddöntő | Elődöntő | Bronz- mérkőzés                                                              | Döntő             | Helyezés |
| Versenyző                                                | Versenyszám  | Ellenfél Eredmény            | Ellenfél Eredmény                      | Ellenfél Eredmény                                                        | Ellenfél Eredmény | Ellenfél Eredmény                                                                                           | Ellenfél Eredmény                                                            | Ellenfél Eredmény | Helyezés |
| -------------------------------------------------------- | ------------ | ---------------------------- | -------------------------------------- | ------------------------------------------------------------------------ | --- | --- | ---------------------------------------------------------------------------- | ----------------- | -------- |
| Peter Joppich                                            | Tőr, egyéni  | Alex Cai (CAN) · 15–12       | Alexander Massialas (USA) · 15–12      | Alexander Choupenitch (CZE) · 13–15                                      | kiesett | kiesett | kiesett                                                                      | kiesett           | 15.      |
| Benjamin Kleibrink                                       | Tőr, egyéni  | erőnyerő                     | Alá ed-Dín Abu el-Kászem (EGY) · 11–15 | kiesett                                                                  | kiesett | kiesett | kiesett                                                                      | kiesett           | 25.      |
| André Sanita                                             | Tőr, egyéni  | Cheung Siu Lun (HKG) · 15–14 | Alessio Foconi (ITA) · 8–15            | kiesett                                                                  | kiesett | kiesett | kiesett                                                                      | kiesett           | 31.      |
| Max Hartung                                              | Kard, egyéni | erőnyerő                     | Decsi Tamás (HUN) · 15–8               | Ali Pakdaman (IRI) · 9–15                                                | kiesett | kiesett | kiesett                                                                      | kiesett           | 10.      |
| Matyas Szabo                                             | Kard, egyéni | erőnyerő                     | Ku Bongil (Gu Bon-gil) (KOR) · 15–8    | Kamil Ibragimov (ROC) · 13–15                                            | kiesett | kiesett | kiesett                                                                      | kiesett           | 13.      |
| Benedikt Wagner                                          | Kard, egyéni | erőnyerő                     | Kamil Ibragimov (ROC) · 13–15          | kiesett                                                                  | kiesett | kiesett | kiesett                                                                      | kiesett           | 27.      |
| Peter Joppich Benjamin Kleibrink Luis Klein André Sanita | Tőr, csapat  |                              |                                        | Kanada (CAN) · Blake Broszus · Alex Cai · Maximilien Van Haaster · 45-31 | Egyesült Államok (USA) · Race Imboden · Nick Itkin · Alexander Massialas · Gerek Meinhardt · 36-45                                        | 5–8. helyért · Hongkong (HKG) · Cőng Ká-lóng (Cheung Ka-long) · Ryan Choi · Lawrence Ng · 45-38             | 5. helyért · Olaszország (ITA) · visszalépett                                |                   | 6.       |
| Max Hartung Richard Hübers Matyas Szabo Benedikt Wagner  | Kard, csapat |                              |                                        | erőnyerő                                                                 | Az Orosz Olimpiai Bizottság versenyzői (ROC) · Dmitriy Danilenko · Kamil Ibragimov · Konsztantyin Lohanov · Venyiamin Resetnyikov · 45–28 | Dél-Korea (KOR) · Ku Bongil (Gu Bon-gil) · Kim Dzsonghvan (Kim Jeong-hwan) · O Szanguk (Oh Sang-uk) · 42–45 | Magyarország (HUN) · Gémesi Csanád · Szatmári András · Szilágyi Áron · 40–45 |                   | 4.       |

Női
| Versenyző    | Versenyszám | Selejtező         | 32-es főtábla                      | Nyolcaddöntő              | Negyeddöntő       | Elődöntő          | Bronz- mérkőzés   | Döntő             | Helyezés |
| Versenyző    | Versenyszám | Ellenfél Eredmény | Ellenfél Eredmény                  | Ellenfél Eredmény         | Ellenfél Eredmény | Ellenfél Eredmény | Ellenfél Eredmény | Ellenfél Eredmény | Helyezés |
| ------------ | ----------- | ----------------- | ---------------------------------- | ------------------------- | ----------------- | ----------------- | ----------------- | ----------------- | -------- |
| Leonie Ebert | Tőr, egyéni | erőnyerő          | Jacqueline Dubrovich (USA) · 15–14 | Alice Volpi (ITA) · 13–15 | kiesett           | kiesett           | kiesett           | kiesett           | 14.      |